# Dél-koreai doramák listája
Dél-koreai doramák listája ábécérendben. A listában a földi sugárzású (analóg és digitális) és kábeltelevíziós csatornákon futott sorozatok, valamint websorozatok szerepelnek, beleértve a Netflix, az Apple TV+, az Amazon Prime Video, a Disney+, a Viki és a Kocowa saját gyártású koreai sorozatait is. A Netflixen, Disney+-on, Apple TV+-on szereplő sorozatoknak amennyiben van magyar címe, azzal szerepelnek, lévén hivatalos disztribútornak számítanak.
| Ábécé szerinti tartalomjegyzék                                                                           |
| --- |
| A, Á B C Cs D Dz Dzs E, É F G Gy H I, Í J K L Ly M N Ny O, Ó Ö, Ő P Q R S Sz T Ty U, Ú Ü, Ű V W X Y Z Zs |

## 0-9
| Magyar cím | Angol cím(ek)                            | Hangul                   | Csatorna | Bemutató éve |
| ---------- | ---------------------------------------- | ------------------------ | -------- | ------------ |
|            | 1% of Anything                           | 1%의 어떤 것             | MBC      | 2003         |
|            | 100 Days My Prince                       | 백일의 낭군님            | tvN      | 2018         |
|            | 101st Proposal                           | 101번째 프로포즈         | SBS      | 2006         |
|            | 18 Again                                 | 18 어게인                | JTBC     | 2020         |
|            | 18 vs 29 Eighteen vs Twenty-nine 18:29   | 열여덟 스물아홉          | KBS2     | 2005         |
|            | The 1st Shop of Coffee Prince            | 커피프린스 1호점         | MBC      | 2007         |
|            | The 101st Proposal                       | 101번째 프로포즈         | SBS      | 2006         |
|            | 2009 Alien Baseball Team                 | 2009 외인구단            | MBC      | 2009         |
|            | The 3rd Hospital                         | 제3병원                  | tvN      | 2012         |
|            | 365: Repeat the Year                     | 365: 운명을 거스르는 1년 | MBC      | 2020         |
|            | 38 Revenue Collection Unit 38 Task Force | 38사기동대               | OCN      | 2016         |
|            | 49 Days                                  | 49일                     | SBS      | 2011         |
|            | 500 Years of Joseon Dynasty              | 조선왕조 오백년          | MBC      | 1983–1990    |
|            | 5th Republic                             | 제5공화국                | MBC      | 2005         |
|            | 641 Family                               | 641 가족                 | KBS2     | 2005         |
|            | 7th Grade Civil Servant                  | 7급 공무원               | MBC      | 2013         |
|            | 9 End 2 Outs                             | 9회말 2아웃              | MBC      | 2007         |
|            | 90 Days, Time to Love                    | 90일, 사랑할 시간        | MBC      | 2006         |

## A, Á
| Magyar cím                         | Angol cím(ek)                            | Hangul                          | Csatorna      | Bemutató éve |
| ---------------------------------- | ---------------------------------------- | ------------------------------- | ------------- | ------------ |
|                                    | About Time                               | 멈추고 싶은 순간: 어바웃타임    | tvN           | 2018         |
|                                    | The Accidental Couple                    | 그저 바라 보다가                | KBS2          | 2009         |
| Adamas                             |                                          | 아다마스                        | tvN Disney+   | 2022         |
|                                    | Ad Genius Lee Tae-baek                   | 광고천재 이태백                 | KBS2          | 2013         |
|                                    | Age of Feeling                           | 감격시대                        | KBS           | 2014         |
|                                    | Again My Life                            | 어게인 마이 라이프              | SBS           | 2022         |
|                                    | Age of Innocence                         | 순수의 시대                     | SBS           | 2002         |
|                                    | Age of Youth                             | 청춘시대                        | JTBC          | 2016         |
|                                    | Age of Youth 2                           | 청춘시대2                       | JTBC          | 2017         |
|                                    | Agency                                   | 대행사                          | JTBC          | 2023         |
|                                    | Air City                                 | 에어시티                        | MBC           | 2007         |
|                                    | Alice                                    | 앨리스                          | SBS           | 2020         |
|                                    | All About Eve                            | 이브의 모든것                   | MBC           | 2000         |
|                                    | All About My Love                        | 내 연애의 모든것                | SBS           | 2013         |
|                                    | All About My Romance                     | 내 연애의 모든것                | SBS           | 2013         |
|                                    | All In                                   | 올인                            | SBS           | 2003         |
|                                    | All My Love                              | 몽땅 내 사랑                    | MBC           | 2010         |
|                                    | All of Us Are Dead                       | 지금 우리 학교는                | Netflix       | 2021         |
|                                    | Alone in Love                            | 연애시대                        | SBS           | 2006         |
| Amikor megszólal a telefon         | When the Phone Rings                     | 지금 거신 전화는                | MBC/Netflix   | 2024         |
|                                    | Andante                                  | 안단테                          | KBS2          | 2017         |
|                                    | Angel Eyes                               | 엔젤 아이즈                     | SBS           | 2014         |
|                                    | Angel's Last Mission: Love               | 단, 하나의 사랑                 | KBS2          | 2019         |
|                                    | Angel's Revenge                          | 천상여자                        | KBS2          | 2014         |
|                                    | Angry Mom                                | 앵그리맘                        | MBC           | 2015         |
|                                    | Anna                                     | 안나                            | Coupang Play  | 2022         |
| Annarasumanara: A varázslat hangja | The Sound of Magic                       | 안나라수마나라                  | Netflix       | 2022         |
| Annyira nem éri meg                | So Not Worth It                          | 내일 지구가 망해버렸으면 좋겠어 | Netflix       | 2021         |
|                                    | Another Oh Hae-young                     | 또! 오해영                      | tvN           | 2016         |
|                                    | Answer Me 1997 Answer to 1997 Reply 1997 | 응답하라 1997                   | tvN           | 2012         |
| Anyák klubja                       | Green Mothers' Club                      | 그린마더스클럽                  | JTBC Netflix  | 2022         |
|                                    | Apgujeong Midnight Sun                   | 압구정 백야                     | MBC           | 2014         |
|                                    | A Pledge to God                          | 신과의 약속                     | MBC           | 2018         |
|                                    | April Kiss                               | 4월 키스                        | KBS           | 2004         |
|                                    | Arang and the Magistrate                 | 아랑사또전                      | MBC           | 2012         |
| Az aranykanál                      | The Golden Spoon                         | 금수저                          | MBC/Disney+   | 2023         |
|                                    | Are You Human?                           | 너도 인간이니                   | KBS2          | 2018         |
| Arthdali krónikák                  | Arthdal Chronicles Asadal Chronicles     | 아스달 연대기                   | tvN           | 2019         |
|                                    | The Art of Negotiation                   | 협상의 기술                     | JTBC/Viki/Viu | 2025         |
|                                    | Asphalt Man                              | 아스팔트 사나이                 | SBS           | 1995         |
|                                    | At Eighteen A Moment at Eighteen         | 열여덟의 순간                   | JTBC          | 2019         |
|                                    | Athena: Goddess of War                   | 아테나: 전쟁의 여신             | SBS           | 2010         |
|                                    | Attic Cat                                | 옥탑방 고양이                   | MBC           | 2003         |
|                                    | The Auditors                             | 감사합니다                      | tvN/Viki      | 2024         |
|                                    | Autumn in My Heart                       | 가을동화                        | KBS           | 2000         |
|                                    | Autumn Shower                            | 가을 소나기                     | MBC           | 2005         |
|                                    | Awaken                                   | 낮과 밤                         | tvN           | 2020         |

## B
| Magyar cím                     | Angol cím(ek)                                     | Hangul                      | Csatorna                | Bemutató éve |
| ------------------------------ | ------------------------------------------------- | --------------------------- | ----------------------- | ------------ |
|                                | Babel                                             | 바벨                        | TV Chosun               | 2019         |
|                                | Baby Faced Beauty                                 | 동안미녀                    | KBS2                    | 2011         |
|                                | Babysitter                                        | 베이비시터                  | KBS2                    | 2016         |
|                                | Bachelor's Vegetable Store                        | 총각네 야채가게             | Channel A               | 2011         |
|                                | Backstreet Rookie                                 | 편의점 샛별이               | SBS                     | 2020         |
|                                | Bad Couple                                        | 불량커플                    | SBS                     | 2007         |
|                                | Bad Family                                        | 불량가족                    | SBS                     | 2006         |
|                                | Bad Guy                                           | 나쁜 남자                   | SBS                     | 2010         |
|                                | Bad Guys                                          | 나쁜 녀석들                 | OCN                     | 2014         |
|                                | Bad Guys: City of Evil                            | 나쁜 녀석들: 악의 도시      | OCN                     | 2017         |
|                                | Bad Housewife Bad Wife Mr. Housewife              | 불량주부                    | SBS                     | 2005         |
|                                | Bad Love                                          | 사랑도 미움도               | KBS                     | 2007         |
|                                | Bad Memory Eraser                                 | 나쁜 기억 지우개            | MBN (Netflix/Viki)      | 2024         |
|                                | Bad Papa                                          | 배드파파                    | MBC                     | 2018         |
|                                | Bad Prosecutor                                    | 진검승부                    | KBS2                    | 2022         |
|                                | Bad Woman, Good Woman                             | 나쁜 여자 착한 여자         | MBC                     | 2007         |
|                                | Baker King, Kim Tak Goo Bread, Love and Dreams    | 제빵왕 김탁구               | KBS2                    | 2010         |
| Banditák balladája             | Song of the Bandits                               | 도적: 칼의 소리             | Netflix                 | 2023         |
|                                | Banjun Drama                                      | 반전드라마                  | SBS                     | 2004-2006    |
|                                | Banjun Theater                                    | 반전드라마                  | SBS                     | 2006         |
|                                | The Banker                                        | 더 뱅커                     | MBC                     | 2019         |
|                                | Basketball                                        | 빠스껫볼                    | tvN                     | 2013         |
|                                | Battle for Happiness                              | 행복배틀                    | ENA /Amazon Prime Video | 2023         |
|                                | Beating Heart Six Love Stories My Trembling Heart | 떨리는 가슴                 | MBC                     | 2005         |
|                                | Beautiful Days                                    | 아름다운 날들               | SBS                     | 2001         |
|                                | Beautiful Gong Shim                               | 미녀 공심이                 | SBS                     | 2016         |
|                                | Beautiful Love, Wonderful Life                    | 사랑은 뷰티풀 인생은 원더풀 | KBS2                    | 2019         |
|                                | Beautiful Mind                                    | 뷰티풀 마인드               | KBS2                    | 2016         |
|                                | Beautiful World                                   | 아름다운 세상               | JTBC                    | 2019         |
|                                | Beauty and Mr. Romantic                           | 미녀와 순정남               | KBS2                    | 2024         |
|                                | The Beauty Inside                                 | 뷰티 인사이드               | JTBC                    | 2018         |
|                                | Be Melodramatic                                   | 멜로가 체질                 | JTBC                    | 2019         |
|                                | Because It's the First Time                       | 처음이라서                  | OnStyle                 | 2015         |
|                                | Because This is My First Life                     | 이번 생은 처음이라          | tvN                     | 2017         |
|                                | Becky's Back Baek Hee Is Back                     | 백희가 돌아왔다             | KBS2                    | 2016         |
|                                | Becoming a Billionaire                            | 부자의 탄생                 | KBS                     | 2010         |
|                                | Becoming Witch                                    | 마녀는 살아있다             | TV Chosun               | 2022         |
|                                | Beethoven Virus                                   | 베토벤 바이러스             | MBC                     | 2008         |
|                                | Behind the White Tower White Tower                | 하얀거탑                    | MBC                     | 2007         |
|                                | Beloved Eun-dong My Love Eun-dong                 | 사랑하는 은동아             | jTBC                    | 2015         |
|                                | Best Chicken                                      | 최고의 치킨                 | MBN                     | 2019         |
|                                | Between Him and Her                               | 남과여                      | Channel A (TVING/Viki)  | 2024         |
| Bevetésen                      | The First Responders                              | 소방서 옆 경찰서            | SBS/Disney+             | 2023         |
|                                | Big                                               | 빅                          | KBS2                    | 2012         |
|                                | Big Issue                                         | 빅이슈                      | SBS                     | 2019         |
|                                | Big Man                                           | 빅맨                        | KBS2                    | 2014         |
|                                | Big Thing                                         | 대물                        | SBS                     | 2010         |
|                                | Billie Jean, Look at Me                           | 빌리 진 날 봐요             | MBC                     | 2006         |
|                                | Birdie Buddy                                      | 버디버디                    | tvN                     | 2011         |
|                                | Birthcare Center                                  | 산후조리원                  | tvN                     | 2020         |
|                                | Birth Secret                                      | 출생의 비밀                 | SBS                     | 2013         |
|                                | Bitter Sweet Hell                                 | 우리집                      | MBC                     | 2024         |
|                                | Bizarre Bunch                                     | 별난여자 별난남자           | KBS                     | 2005         |
|                                | Black Dog: Being A Teacher                        | 블랙독                      | tvN                     | 2019         |
|                                | Black Out                                         | 백설공주에게 죽음을         | MBC                     | 2024         |
|                                | Blade Man Iron Man                                | 아이언맨                    | KBS2                    | 2014         |
|                                | The Blade and Petal                               | 칼과 꽃                     | KBS2                    | 2013         |
|                                | Black                                             | 블랙                        | OCN                     | 2017         |
|                                | Black Knight: The Man Who Guards Me               | 흑기사                      | KBS2                    | 2017         |
|                                | Blessing of the Sea                               | 용왕님보우하사              | MBC                     | 2019         |
|                                | Blood                                             | 블러드                      | KBS                     | 2015         |
|                                | Bo-ra! Deborah True to Love                       | 보라! 데보라                | ENA/ Amazon Prime Video | 2023         |
|                                | Born Again                                        | 본 어게인                   | KBS2                    | 2020         |
| A bosszú nevében               | My Name                                           | 마이 네임                   | Netflix                 | 2021         |
| Bosszúra éhesen                | Itaewon Class                                     | 이태원 클라쓰               | jTBC                    | 2020         |
| A bőrönd                       | The Trunk                                         | 트렁크                      | Netflix                 | 2024         |
|                                | Brain                                             | 브레인                      | KBS2                    | 2011         |
|                                | Brain Works                                       | 두뇌공조                    | KBS2                    | 2023         |
|                                | Branding in Seongsu                               | 브랜딩 인 성수동            | U+ Mobile (Viki/Viu)    | 2024         |
|                                | The Brave Yong Su-jeong                           | 용감무쌍 용수정             | MBC                     | 2024         |
|                                | Brewing Love                                      | 취하는 로맨스               | ENA (Viki/Netflix)      | 2024         |
|                                | Bridal Mask                                       | 각시탈                      | KBS2                    | 2012         |
|                                | Bride of the Century                              | 백년의 신부                 | TV Chosun               | 2014         |
|                                | The Bride of Habaek Bride of the Water God        | 하백의 신부                 | tvN                     | 2017         |
|                                | Bride of the Sun                                  | 태양의 신부                 | SBS                     | 2011         |
|                                | Bring it on, Ghost Let's Fight, Ghost             | 싸우자 귀신아               | tvN                     | 2016         |
|                                | Brilliant Legacy                                  | 찬란한 유산                 | SBS                     | 2009         |
|                                | Bubble Gum                                        | 풍선껌                      | tvN                     | 2015         |
| Búcsú a földtől                | Goodbye Earth                                     | 종말의 바보                 | Netflix                 | 2024         |
| Bulgasal: A halhatatlan lelkek | Bulgasal: Immortal Souls                          | 불가살                      | tvN Netflix             | 2021         |
| A burgonyakutató központ       | The Potato Lab                                    | 감자연구소                  | tvN/Netflix             | 2025         |
|                                | Buried Hearts                                     | 보물섬                      | SBS/Disney+             | 2025         |

## C
| Magyar cím          | Angol cím(ek)                                          | Hangul                   | Csatorna                 | Bemutató éve |
| ------------------- | ------------------------------------------------------ | ------------------------ | ------------------------ | ------------ |
|                     | Cain and Abel                                          | 카인과 아벨              | SBS                      | 2009         |
| Camellia tündöklése | When the Camellia Blooms                               | 동백꽃 필 무렵           | KBS2                     | 2019         |
|                     | Can We Get Married?                                    | 우리가 결혼할 수 있을까  | jTBC                     | 2012         |
|                     | Can You Hear My Heart                                  | 내 마음이 들리니         | MBC                      | 2011         |
|                     | Cantabile Tomorrow                                     | 내일도 칸타빌레          | KBS2                     | 2014         |
|                     | Can't Lose                                             | 지고는 못살아            | MBC                      | 2011         |
|                     | Can We Love?                                           | 우리가 사랑할 수 있을까  | jTBC                     | 2014         |
|                     | Carter                                                 | 카터                     | Netflix                  | 2022         |
|                     | Catch the Ghost                                        | 유령을 잡아라            | tvN                      | 2019         |
| Celeb               | Celebrity                                              | 셀러브리티               | Netflix                  | 2023         |
| Cha doktornő        | Doctor Cha                                             | 닥터 차정숙              | JTBC/Netflix             | 2023         |
|                     | The Chaser                                             | 추적자                   | SBS                      | 2012         |
|                     | Cheap Cheonlima Mart                                   | 쌉니다 천리마마트        | tvN                      | 2019         |
|                     | Cheat on Me, If You Can                                | 바람피면 죽는다          | KBS2                     | 2020         |
|                     | Cheese in the Trap                                     | 치즈 인 더 트랩          | tvN                      | 2016         |
|                     | Check-in Hanyang                                       | 체크인 한양              | Channel A (Netflix/Viki) | 2024         |
|                     | Cheongdam-dong Alice                                   | 청담동 앨리스            | SBS                      | 2012         |
|                     | Cheongdam-dong Scandal                                 | 청담동 스캔들            | SBS                      | 2014         |
|                     | Chief Detective 1958                                   | 수사반장 1958            | MBC/Disney+              | 2024         |
|                     | Chicago Typewriter                                     | 시카고 타자기            | tvN                      | 2017         |
|                     | Childless Comfort                                      | 무자식 상팔자            | jTBC                     | 2012         |
|                     | Children of a Lesser God                               | 작은 신의 아이들         | OCN                      | 2018         |
|                     | Children of Nobody                                     | 붉은 달 푸른 해          | MBC                      | 2018         |
|                     | Children of the 20th Century 20th Century Boy and Girl | 20세기 소년소녀          | MBC                      | 2017         |
|                     | Chunja's Happy Events                                  | 춘자네 경사났네          | MBC                      | 2008         |
|                     | Cinderella and Four Knights                            | 신데렐라와 네 명의 기사  | tvN                      | 2016         |
|                     | Cinderella at 2 AM                                     | 새벽 2시의 신데렐라      | Channel A (Viki/Viu)     | 2024         |
|                     | Cinderella Game                                        | 신데렐라 게임            | KBS2                     | 2024         |
|                     | Cinderella Man                                         | 신데렐라 맨              | MBC                      | 2009         |
|                     | Cinderella's Sister                                    | 신데렐라 언니            | KBS2                     | 2010         |
|                     | Circle                                                 | 써클: 이어진 두 세계     | tvN                      | 2017         |
|                     | City Conquest                                          | 도시정벌                 | (nem került adásba)      |              |
|                     | The City Hall                                          | 시티홀                   | SBS                      | 2009         |
|                     | City Hunter                                            | 시티헌터                 | SBS                      | 2011         |
|                     | City of the Sun                                        | 태양의 도시              | MBC                      | 2015         |
|                     | Class of Lies Undercover Teacher                       | 미스터 기간제            | OCN                      | 2019         |
|                     | Clean with Passion for Now                             | 일단 뜨겁게 청소하라!!   | JTBC                     | 2018         |
|                     | The Clinic for Married Couples: Love and War           | 부부클리닉 사랑과 전쟁   | KBS                      | 1999–2009    |
|                     | Cloud Stairs                                           | 구름계단                 | KBS                      | 2006         |
|                     | Coffee Friends                                         | 커피프렌즈               | tvN                      | 2019         |
|                     | Coffee House                                           | 커피하우스               | SBS                      | 2010         |
|                     | Coma                                                   | 코마                     | OCN                      | 2006         |
|                     | Come and Hug Me                                        | 이리와 안아줘            | MBC                      | 2018         |
|                     | Confession                                             | 자백                     | tvN                      | 2019         |
|                     | Connection                                             | 커넥션                   | SBS (Viki/Kocowa)        | 2024         |
|                     | Couple or Trouble Fantasy Couple                       | 환상의 커플              | MBC                      | 2006         |
|                     | Crash                                                  | 크래시                   | ENA/Disney+              | 2024         |
|                     | Crazy Love                                             | 미친사랑                 | tvN                      | 2013         |
|                     | Criminal Minds                                         | 크리미널 마인드          | tvN                      | 2017         |
|                     | Cross                                                  | 크로스                   | tvN                      | 2018         |
|                     | The Crowned Clown The Man Who Became King              | 왕이 된 남자             | tvN                      | 2019         |
|                     | Cruel City                                             | 무정도시                 | jTBC                     | 2013         |
|                     | Cruel Palace – War of Flowers                          | 궁중잔혹사 – 꽃들의 전쟁 | jTBC                     | 2013         |
|                     | Crushology 101                                         | 바니와 오빠들            | MBC/Kocowa/Viu           | 2025         |
|                     | Cunning Single Lady                                    | 앙큼한 돌싱녀            | MBC                      | 2014         |

## Cs
| Magyar cím                    | Angol cím(ek)           | Hangul | Csatorna | Bemutató éve |
| ----------------------------- | ----------------------- | ------ | -------- | ------------ |
| Családi örökség               | The Bequeathed          | 선산   | Netflix  | 2024         |
| A császárság kincse           | Empress Ki              | 기황후 | MBC      | 2013         |
|                               | Chuno The Slave Hunters | 추노   | KBS2     | 2010         |
| Csirkefalat                   | Chicken Nugget          | 닭강정 | Netflix  | 2024         |
| Csokoládé – Az összetartó erő | Chocolate               | 초콜릿 | JTBC     | 2019         |

## D
| Magyar cím                 | Angol cím(ek)                                      | Hangul                        | Csatorna                          | Bemutató éve |
| -------------------------- | -------------------------------------------------- | ----------------------------- | --------------------------------- | ------------ |
|                            | D-Day                                              | 디데이                        | jTBC                              | 2015         |
|                            | Dae Jang Geum Is Watching Jang-geum, Oh My Grandma | 대장금이 보고 있다            | MBC                               | 2018         |
|                            | Dal-Ja's Spring                                    | 달자의 봄                     | KBS2                              | 2007         |
|                            | The Dance in the Sky Bicheonmu                     | 비천무                        | SBS                               | 2008         |
|                            | Dandelion Family                                   | 민들레 가족                   | MBC                               | 2010         |
|                            | Dangerous Women                                    | 위험한 여자                   | MBC                               | 2011         |
|                            | Dare to Love Me                                    | 함부로 대해줘                 | KBS2 (Netflix/Viki)               | 2024         |
|                            | Daring Women                                       | 당돌한 여자                   | SBS                               | 2010         |
|                            | Dating Agency: Cyrano                              | 연애조작단; 시라노            | tvN                               | 2013         |
|                            | Daughters-in-Law                                   | 며느리 전성시대               | KBS2                              | 2007         |
|                            | Dazzling The Light in Your Eyes                    | 눈이 부시게                   | JTBC                              | 2019         |
|                            | Dear Heaven                                        | 하늘이시여                    | SBS                               | 2005         |
|                            | Dear Hyeri                                         | 나의 해리에게                 | ENA/Viki                          | 2024         |
|                            | Dear Lover                                         | 연인이여                      | SBS                               | 2007         |
|                            | Dear. M                                            | 디어엠                        | KBS2                              | 2021         |
|                            | Dear My Friends                                    | 디어 마이 프렌즈              | tvN                               | 2016         |
|                            | Death’s Game                                       | 이재, 곧 죽습니다             | TVING/Amazon Prime                | 2023         |
|                            | Deep Rooted Tree                                   | 뿌리깊은 나무                 | SBS                               | 2011         |
|                            | Defendant                                          | 피고인                        | SBS                               | 2017         |
|                            | Definitely Neighbours                              | 이웃집 웬수                   | SBS                               | 2010         |
|                            | Delicious Proposal                                 | 맛있는 청혼                   | MBC                               | 2001         |
|                            | Delightful Girl Choon-Hyang Sassy Girl Chun Hyang  | 쾌걸 춘향                     | KBS2                              | 2005         |
|                            | Delightfully Deceitful                             | 이로운 사기                   | tvN                               | 2023         |
|                            | Delivery Man                                       | 딜리버리맨                    | ENA                               | 2023         |
| A démonvadászat mestersége | The Uncanny Counter                                | 경이로운 소문                 | OCN                               | 2020         |
|                            | Descendants of the Sun                             | 태양의 후예                   | KBS2                              | 2016         |
|                            | Desperate Mrs. Seonju                              | 친절한 선주씨                 | MBC                               | 2024         |
|                            | Detectives in Trouble                              | 강력반                        | KBS                               | 2011         |
|                            | The Devil                                          | 마왕                          | KBS2                              | 2007         |
|                            | Devilish Charm Devilish Joy                        | 마성의 기쁨                   | MBN                               | 2018         |
| Dezertőrvadászok           | D.P.                                               | 디피                          | Netflix                           | 2021         |
|                            | Diary of a Prosecutor Prosecutor Civil War         | 검사내전                      | JTBC                              | 2019         |
| Dicsőség                   | The Glory                                          | 더 글로리                     | Netflix                           | 2022/2023    |
|                            | Did We Really Love?                                | 우리가 정말 사랑했을까        | MBC                               | 1999         |
|                            | Different Dreams                                   | 이몽                          | MBC TV                            | 2019         |
|                            | Dinner Mate                                        | 저녁 같이 드실래요?           | MBC                               | 2020         |
|                            | Discovery of Love                                  | 연애의 발견                   | KBS2                              | 2014         |
|                            | The Divorce Insurance                              | 이혼보험                      | tvN/Amazon Prime                  | 2025         |
|                            | Divorce Lawyer in Love                             | 이혼변호사는 연애중           | SBS                               | 2015         |
|                            | DNA Lover                                          | DNA 러버                      | TV Chosun/Viki                    | 2024         |
|                            | Doctor Detective                                   | 닥터 탐정                     | SBS                               | 2019         |
|                            | Doctor John                                        | 의사요한                      | SBS                               | 2019         |
|                            | Doctor Prisoner                                    | 닥터 프리즈너                 | KBS2                              | 2019         |
|                            | Doctor Stranger                                    | 닥터 이방인                   | SBS                               | 2014         |
|                            | Doctors                                            | 닥터스                        | SBS                               | 2016         |
| Dó dó szó szó lá lá szó    | Do Do Sol Sol La La Sol                            | 도도솔솔라라                  | KBS2                              | 2020         |
|                            | Dog Knows Everything                               | 개소리                        | KBS2                              | 2024         |
|                            | Dongjae, the Good or the Bastard                   | 좋거나 나쁜 동재              | tvN/Paramount+                    | 2024         |
|                            | Don't Hesitate                                     | 망설이지마                    | SBS                               | 2009         |
| Doona!                     |                                                    | 이두나!                       | Netflix                           | 2023         |
|                            | Doubt                                              | 이토록 친밀한 배신자          | MBC (Netflix/Kocowa/Viki/AppleTv) | 2024         |
|                            | Do You Like Brahms?                                | 브람스를 좋아하세요?          | SBS                               | 2020         |
|                            | Drama City: What Should I Do?                      | 드라마 시티: 어떡하지?        | KBS                               | 2004         |
|                            | Dr. Champ                                          | 닥터 챔프                     | SBS                               | 2010         |
| Dr. Doktor                 | Doctor Lawyer                                      | 닥터 로이어                   | MBC/Disney+                       | 2022         |
|                            | Dr. Frost                                          | 닥터 프로스트                 | OCN                               | 2014         |
|                            | Dr. Jin Time Slip Dr. Jin                          | 닥터 진, 타임 슬립 닥터 진    | MBC                               | 2012         |
|                            | Dr. Romantic 2                                     | 낭만닥터 김사부 2             | SBS                               | 2020         |
|                            | Dream                                              | 드림                          | SBS                               | 2009         |
|                            | Dream High                                         | 드림하이                      | KBS2                              | 2011         |
|                            | Dream High 2                                       | 드림하이 2                    | KBS2                              | 2012         |
|                            | Dreaming of a Freaking Fairy Tale                  | 나는 대놓고 신데렐라를 꿈꾼다 | TVING/Paramount+                  | 2024         |
|                            | Drinking Solo                                      | 혼술남녀                      | tvN                               | 2016         |
|                            | Dummy Mommy                                        | 바보엄마                      | SBS                               | 2012         |
|                            | The Duo                                            | 짝패                          | MBC                               | 2011         |
|                            | Durian's Affair                                    | 아씨 두리안                   | TV Chosun                         | 2023         |

## E, É
| Magyar cím              | Angol cím(ek)                                           | Hangul               | Csatorna     | Bemutató éve |
| ----------------------- | ------------------------------------------------------- | -------------------- | ------------ | ------------ |
|                         | East of Eden                                            | 에덴의동쪽           | MBC          | 2008         |
| Egy felejthetetlen nyár | Our Beloved Summer                                      | 그 해 우리는         | SBS Netflix  | 2021         |
| Egy idegen Szöulban     | Our Unwritten Seoul                                     | 미지의 서울          | tvN/Netflix  | 2025         |
| Egy, kém, há’!          | Moving                                                  | 무빙                 | Disney+      | 2023         |
| Egy tavaszi éjszaka     | One Spring Night                                        | 봄밤                 | MBC          | 2019         |
|                         | Eight Days, Assassination Attempts against King Jeongjo | 정조암살미스터리 8일 | CGV          | 2007         |
| Elbűvölő megtévesztés   | Captivating the King                                    | 세작, 매혹된 자들    | tvN/Netflix  | 2024         |
|                         | The Elegant Empire                                      | 우아한 제국          | KBS2         | 2023–2024    |
| Élet és halál közt      | Light Shop                                              | 조명가게             | Disney+      | 2024         |
| Az elragadó démon       | My Demon                                                | 마이 데몬            | SBS Netflix  | 2023         |
|                         | Emergency Couple                                        | 응급남녀             | tvN          | 2014         |
|                         | Emergency Love Landing                                  | 사랑의 불시착        | tvN          | 2019         |
|                         | Emperor of the Sea Sea God                              | 해신                 | KBS          | 2004         |
|                         | The Emperor: Owner of the Mask                          | 군주-가면의 주인     | MBC          | 2017         |
|                         | Empire of Gold                                          | 황금의 제국          | SBS          | 2013         |
|                         | Empress Cheonchu The Iron Empress                       | 천추태후             | KBS          | 2009         |
|                         | Empress Myeongseong                                     | 명성황후             | KBS          | 2001         |
|                         | Encounter Boyfriend                                     | 남자친구             | tvN          | 2018         |
|                         | Endless Love                                            | 끝없는 사랑          | SBS          | 2014         |
|                         | Enemies from the Past                                   | 전생에 웬수들        | MBC          | 2017         |
|                         | Entertainer Tantara                                     | 딴따라               | SBS          | 2016         |
|                         | Entourage                                               | 안투라지             | tvN          | 2016         |
| Az enyém                | Mine                                                    | 마인                 | 2021         | tvN Netflix  |
| Erényes nő              | A Virtuous Business                                     | 정숙한 세일즈        | JTBC/Netflix | 2024         |
| Az érintésen túl        | Behind Your Touch                                       | 힙하게               | JTBC/Netflix | 2023         |
|                         | The Escape of the Seven                                 | 7인의 탈출           | SBS          | 2023         |
|                         | Eve                                                     | 이브                 | tvN          | 2022         |
|                         | Evergreen That Man Oh Soo                               | 그남자 오수          | OCN          | 2018         |
|                         | Everybody Cha-cha-cha                                   | 다함께 차차차        | KBS          | 2009         |
|                         | Everybody, Kimchi!                                      | 모두 다 김치         | MBC          | 2014         |
|                         | Ex-Girlfriend Club                                      | 구여친클럽           | tvN          | 2014         |
|                         | Exit                                                    | 엑시트               | SBS          | 2018         |
|                         | Extraordinary You                                       | 어쩌다 발견한 하루   | MBC TV       | 2019         |
|                         | Eyes of Dawn                                            | 여명의 눈동자        | MBC          | 1991         |

## F
| Magyar cím            | Angol cím(ek)                                            | Hangul                 | Csatorna              | Bemutató éve |
| --------------------- | -------------------------------------------------------- | ---------------------- | --------------------- | ------------ |
|                       | Face Me                                                  | 페이스 미              | KBS2/Viki             | 2024         |
|                       | Faith The Great Doctor                                   | 신의                   | SBS                   | 2012         |
|                       | Falling for Innocence                                    | 순정에 반하다          | jTBC                  | 2015         |
|                       | Falsify Distorted                                        | 조작                   | SBS                   | 2017         |
|                       | Familiar Wife                                            | 아는 와이프            | tvN                   | 2018         |
|                       | Family                                                   | 패밀리                 | KBS2                  | 2013         |
|                       | Family by Choice                                         | 조립식 가족            | JTBC/Netflix/Viki     | 2024         |
|                       | Family's Honor Glory of the Family                       | 가문의영광             | SBS                   | 2008         |
|                       | Family: The Unbreakable Bond                             | 패밀리                 | tvN/Disney+           | 2023         |
|                       | Fashion 70's                                             | 패션 70's              | SBS                   | 2005         |
|                       | Fashion King                                             | 패션왕                 | SBS                   | 2012         |
|                       | Fatal Promise                                            | 위험한 약속            | KBS2                  | 2020         |
|                       | Fated to Love You                                        | 운명처럼 널 사랑해     | MBC                   | 2014         |
|                       | Fates & Furies                                           | 운명과 분노            | SBS                   | 2018         |
|                       | Feast of the Gods                                        | 신들의 만찬            | MBC                   | 2012         |
|                       | Feel Good to Die Happy If You Died                       | 죽어도 좋아            | KBS2                  | 2018         |
| A fény árnyékában     | Shine or Go Crazy                                        | 빛나거나 미치거나      | MBC                   | 2015         |
| A fény hercegnője     | Splendid Politics Hwajung, Princess of Light             | 화정                   | MBC                   | 2015         |
|                       | Fermentation Family                                      | 발효가족               | jTBC                  | 2011         |
| Fiatalkorúak bírósága | Juvenile Justice                                         | 소년 심판              | Netflix               | 2022         |
|                       | The Fiery Priest                                         | 열혈사제               | SBS                   | 2019         |
|                       | Fight For My Way                                         | 쌈 마이웨이            | KBS2                  | 2017         |
|                       | Find Me in Your Memory                                   | 그 남자의 기억법       | MBC                   | 2020         |
|                       | Fireworks                                                | 불꽃                   | SBS                   | 2000         |
|                       | Fireworks                                                | 불꽃                   | MBC                   | 2006         |
|                       | First Love                                               | 첫사랑                 | KBS                   | 1996         |
|                       | First Love of a Royal Prince                             | 황태자의 첫사랑        | MBC                   | 2004         |
|                       | Five Enough Five Children                                | 아이가 다섯            | KBS2                  | 2016         |
|                       | Five Fingers                                             | 다섯손가락             | SBS                   | 2012         |
|                       | Flames of Desire                                         | 욕망의 불꽃            | MBC                   | 2010         |
|                       | Flower Boy Ramyun Shop                                   | 꽃미남 라면가게        | tvN                   | 2011         |
|                       | Flower Boys Next Door                                    | 이웃집 꽃미남          | tvN                   | 2013         |
|                       | Flower Crew: Joseon Marriage Agency                      | 꽃파당: 조선혼담공작소 | JTBC                  | 2019         |
|                       | Flower Grandpa Investigation Unit                        | 꽃할배 수사대          | tvN                   | 2014         |
|                       | The Flower in Prison                                     | 옥중화                 | MBC                   | 2016         |
|                       | Flower of Evil                                           | 악의 꽃                | tvN                   | 2020         |
|                       | Forbidden Love Gumiho, The Legend of the Nine Tailed Fox | 구미호외전             | KBS                   | 2004         |
|                       | For Eagle Brothers                                       | 독수리 5형제를 부탁해! | KBS2                  | 2025         |
|                       | Forest                                                   | 포레스트               | KBS2                  | 2020         |
|                       | Four Sisters                                             | 네 자매 이야기         | MBC                   | 2001         |
| Főtanácsadó           | Chief of Staff Aide                                      | 보좌관                 | JTBC                  | 2019         |
|                       | Fragile                                                  | 프래자일               | U+/Kocowa             | 2024         |
|                       | Freedom Fighter, Lee Hoe Young                           | 자유인 이회영          | KBS                   | 2010         |
|                       | Friendly Rivalry                                         | 선의의 경쟁            | U+ Mobile TV          | 2025         |
|                       | Friends                                                  | 프렌즈                 | MBC/TBS               | 2002         |
|                       | Friend, Our Legend                                       | 친구, 우리들의 전설    | MBC                   | 2009         |
|                       | The Fugitive of Joseon                                   | 천명                   | KBS2                  | 2013         |
|                       | The Fugitive: Plan B                                     | 도망자 플랜 B          | KBS                   | 2010         |
|                       | Full House                                               | 풀 하우스              | KBS                   | 2004         |
|                       | Full House Take 2                                        | 풀하우스 Take 2        | TBS Channel2/SBS Plus | 2012         |
|                       | The Full Sun Beyond the Clouds                           | 태양은 가득히          | KBS2                  | 2014         |

## G
| Magyar cím | Angol cím(ek)                                         | Hangul                | Csatorna           | Bemutató éve |
| ---------- | ----------------------------------------------------- | --------------------- | ------------------ | ------------ |
|            | The Game: Towards Zero                                | 더 게임: 0시를 향하여 | MBC                | 2020         |
|            | Gangnam Beauty                                        | 내 아이디는 강남미인  | JTBC               | 2018         |
|            | Gap-dong                                              | 갑동이                | tvN                | 2014         |
|            | A Gentleman's Dignity                                 | 신사의 품격           | SBS                | 2012         |
|            | The Gentlemen of Wolgyesu Tailor Shop                 | 월계수 양복점 신사들  | KBS2               | 2017         |
|            | Get Karl! Oh Soo-jung Oh Su-jung vs. Karl             | 칼잡이 오수정         | SBS                | 2007         |
|            | Get Revenge                                           | 복수 해라             | TV Chosun          | 2020         |
|            | The Ghost Detective                                   | 오늘의 탐정           | KBS2               | 2018         |
|            | Ghost-Seeing Detective Cheo-yong                      | 귀신 보는 형사 처용   | OCN                | 2014         |
|            | Giant                                                 | 자이언트              | SBS                | 2010         |
|            | The Girl Who Sees Smells Sensory Couple               | 냄새를 보는 소녀      | SBS                | 2015         |
|            | Give Love Away                                        | 사랑해서 남주나       | MBC                | 2013         |
|            | Glamorous Temptation                                  | 화려한 유혹           | MBC                | 2015         |
|            | Glass Castle                                          | 유리의성              | SBS                | 2008         |
|            | Glass Slippers                                        | 유리구두              | SBS                | 2002         |
|            | Gloria                                                | 글로리아              | MBC                | 2010         |
|            | Glorius Day                                           | 기분 좋은날           | SBS                | 2014         |
|            | Glory Jane Man of Honor                               | 영광의 재인           | KBS2               | 2011         |
|            | God's Gift – 14 Days                                  | 신의 선물 - 14일      | SBS                | 2014         |
|            | God’s Quiz                                            | 신의 퀴즈             | OCN                | 2010–2014    |
|            | Goddess of Fire                                       | 불의 여신 정이        | MBC                | 2013         |
|            | Goddess of Marriage                                   | 결혼의 여신           | SBS                | 2013         |
|            | Golden Apple                                          | 황금사과              | KBS2               | 2005         |
|            | Golden Bride Bride from Vietnam                       | 황금 신부             | SBS                | 2007         |
|            | Golden Cross                                          | 골든 크로스           | KBS2               | 2014         |
|            | Golden Fish                                           | 황금물고기            | MBC                | 2010         |
|            | The Golden Garden                                     | 황금정원              | MBC TV             | 2019         |
|            | Golden Time                                           | 골든타임              | MBC                | 2012         |
|            | Good Boy                                              | 굿보이                | JTBC/Amazon Prime  | 2025         |
|            | Good Casting                                          | 굿캐스팅              | SBS                | 2020         |
|            | A Good Day For The Wind To Blow Happiness in the Wind | 바람 불어 좋은날      | KBS                | 2010         |
|            | A Good Day to Be a Dog                                | 오늘도 사랑스럽개     | MBC/Viki           | 2023         |
|            | The Good Detective                                    | 모범형사              | JTBC               | 2020         |
|            | Good Doctor                                           | 굿 닥터               | KBS2               | 2013         |
|            | Good For You                                          | 잘났어 정말           | MBC                | 2013         |
|            | Good Job, Good Job                                    | 잘했군 잘했어         | MBC                | 2009         |
|            | Goodbye Dear Wife                                     | 굿바이 마눌           | Channel A          | 2012         |
|            | Goodbye Mr. Black                                     | 굿바이 미스터 블랙    | MBC                | 2016         |
|            | Goodbye My Love                                       | 안녕 내 사랑          | MBC                | 1999         |
|            | Goodbye Solo                                          | 굿바이솔로            | KBS2               | 2006         |
|            | Goodbye to Goodbye                                    | 이별이 떠났다         | MBC                | 2018         |
|            | Good Manager Chief Kim                                | 김과장                | KBS2               | 2017         |
|            | Good Partner                                          | 굿파트너              | SBS (Netflix/Viki) | 2024         |
|            | The Good Wife                                         | 굿 와이프             | tvN                | 2016         |
|            | Goong S                                               | 궁S                   | MBC                | 2007         |
|            | Gourmet                                               | 식객                  | SBS                | 2008         |
|            | Graceful Family                                       | 우아한 가             | MBN                | 2019         |
|            | Graceful Friends                                      | 우아한 친구들         | JTBC               | 2020         |
|            | Grand Prince                                          | 대군 - 사랑을 그리다  | TV Chosun          | 2018         |
|            | Great Inheritance                                     | 위대한 유산           | KBS2               | 2006         |
|            | The Greatest Love                                     | 위대한 사랑           | MBC                | 2011         |
|            | The Greatest Marriage                                 | 최고의 결혼           | TV Chosun          | 2014         |
|            | The Great Merchant Wealthy Merchant Kim Man-deok      | 거상 김만덕           | KBS                | 2010         |
|            | The Great Seer The Great Geomancer                    | 대풍수                | SBS                | 2012         |
|            | The Great Show                                        | 위대한 쇼             | tvN                | 2019         |
|            | Green Rose                                            | 그린 로즈             | SBS                | 2005         |
|            | Guardian Angel                                        | 수호천사              | SBS                | 2001         |
|            | The Guardians Lookout                                 | 파수꾼                | MBC                | 2017         |
|            | Guardian: The Lonely and Great God Goblin             | 도깨비                | tvN                | 2016         |
|            | The Guest                                             | 손                    | OCN                | 2018         |
|            | Gu Family Book                                        | 구가의 서             | MBC                | 2013         |
|            | Gunman in Joseon The Joseon Gunman                    | 조선 총잡이           | KBS2               | 2014         |
|            | Gwanggaeto, The Great Conqueror                       | 광개토태왕            | KBS                | 2011         |

## Gy
| Magyar cím             | Angol cím(ek)                                 | Hangul            | Csatorna     | Bemutató éve |
| ---------------------- | --------------------------------------------- | ----------------- | ------------ | ------------ |
| Gyilkos paradoxon      | A Killer Paradox                              | 살인자ㅇ난감      | Netflix      | 2024         |
| Gyógyír szívfájdalomra | Dr Slump                                      | 닥터슬럼프        | JTBC/Netflix | 2024         |
| Gyógyító szerelem      | It's Okay to Not Be Okay Psycho But It's Okay | 사이코지만 괜찮아 | tvN/Netflix  | 2020         |

## H
| Magyar cím                         | Angol cím(ek)                                      | Hangul                            | Csatorna                 | Bemutató éve |
| ---------------------------------- | -------------------------------------------------- | --------------------------------- | ------------------------ | ------------ |
| Ha az élet mandarinnal kínál...    | When Life Gives You Tangerines                     | 폭싹 속았수다                     | Netflix                  | 2025         |
| Harminckilenc                      | Thirty-Nine                                        | 서른, 아홉                        | JTBC Netflix             | 2022         |
| A három testvér                    | Little Women                                       | 작은 아씨들                       | tvN Netflix              | 2022         |
|                                    | Haechi                                             | 해치                              | SBS                      | 2019         |
|                                    | Haeundae Lovers                                    | 해운대 연인들                     | KBS2                     | 2012         |
|                                    | The Haunted Palace                                 | 귀궁                              | SBS/Viki                 | 2025         |
| Ha kidől egy fa az erdőben...      | The Frog                                           | 아무도 없는 숲속에서              | Netflix                  | 2024         |
|                                    | Happy Home                                         | 가화만사성                        | MBC                      | 2016         |
|                                    | Happy Together                                     | 해피 투게더                       | SBS                      | 1999         |
|                                    | A Happy Woman Blissful Woman                       | 행복한 여자                       | KBS2                     | 2007         |
| Hazugságok mindenütt               | The Lies Within                                    | 모두의 거짓말                     | OCN                      | 2019         |
|                                    | He Who Can't Marry                                 | 결혼 못하는 남자                  | KBS                      | 2009         |
|                                    | Healer                                             | 힐러                              | KBS2                     | 2014         |
|                                    | Heard It Through the Grapevine                     | 풍문으로 들었소                   | SBS                      | 2015         |
|                                    | Heartbeat                                          | 가슴이 뛴다                       | KBS2/ Amazon Prime Video | 2023         |
|                                    | Heart to Heart                                     | 하트 투 하트                      | tvN                      | 2015         |
|                                    | Heartstrings You've Fallen For Me                  | 넌 내게 반했어                    | MBC                      | 2011         |
|                                    | Heart Surgeons                                     | 흉부외과: 심장을 훔친 의사들      | SBS                      | 2018         |
|                                    | The Heavenly Idol                                  | 성스러운 아이돌                   | tvN                      | 2023         |
|                                    | He Is Psychometric                                 | 사이코메트리 그녀석               | tvN                      | 2019         |
|                                    | H.I.T. Homicide Investigation Team                 | 히트                              | MBC                      | 2007         |
|                                    | Hell Is Other People Strangers From Hell           | 타인은 지옥이다                   | OCN                      | 2019         |
|                                    | Hello, Me!                                         | 안녕? 나야!                       | KBS2                     | 2021         |
|                                    | Hello! Miss                                        | 헬로! 애기씨                      | KBS2                     | 2007         |
|                                    | Hello Monster I Remember You                       | 너를 기억해                       | KBS2                     | 2015         |
|                                    | Hello My Teacher                                   | 건빵선생과 별사탕                 | SBS                      | 2005         |
|                                    | Heo’s Diner                                        | 허식당                            | Netflix                  | 2025         |
|                                    | Here Comes Mr. Oh                                  | 오자룡이 간다                     | MBC                      | 2012         |
|                                    | Hero                                               | 히어로                            | MBC                      | 2009         |
|                                    | Her Private Life                                   | 그녀의 사생활                     | tvN                      | 2019         |
|                                    | Hidden Identity                                    | 신분을 숨겨라                     | tvN                      | 2015         |
|                                    | Hide                                               | 하이드                            | Coupang/JTBC             | 2024         |
|                                    | Hide and Seek                                      | 숨바꼭질                          | MBC                      | 2018         |
| Hiénák                             | Hyena                                              | 하이에나                          | SBS                      | 2020         |
| Hierarchia                         | Hierarchy                                          | 하이라키                          | Netflix                  | 2024         |
|                                    | High-End Crush Clueless High Class Unrequited Love | 고품격 짝사랑                     | Naver TV CAST            | 2016         |
|                                    | High Kick!                                         | 거침없이 하이킥                   | MBC                      | 2006         |
|                                    | High Kick Through The Roof                         | 지붕뚫고 하이킥                   | MBC                      | 2009         |
|                                    | High Kick: Revenge of the Short Legged             | 하이킥! : 짧은 다리의 역습        | MBC                      | 2011         |
|                                    | High School King of Savvy                          | 고교처세왕                        | tvN                      | 2014         |
|                                    | Hi! School–Love On                                 | 하이스쿨: 러브온                  | KBS2                     | 2014         |
|                                    | High School Return of a Gangster                   | 조폭인 내가 고등학생이 되었습니다 | Lifetime/TVING/VIU       | 2024         |
|                                    | High Society                                       | 상류사회                          | SBS                      | 2015         |
|                                    | History of a Salaryman                             | 샐러리맨 초한지                   | SBS                      | 2012         |
|                                    | Hit the Top Best Punch                             | 최고의 한방                       | KBS2                     | 2017         |
| Hív az idő                         | A Time Called You                                  | 너의 시간 속으로                  | Netflix                  | 2023         |
|                                    | Heo Jun                                            | 허준                              | MBC                      | 1999         |
|                                    | Hogu's Love                                        | 호구의 사랑                       | tvN                      | 2015         |
| Hogy mondod, hogy „szeretlek”?     | Can This Love Be Translated?                       | 이 사랑 통역 되나요?              | Netflix                  | 2025         |
|                                    | Hold Me Tight                                      | 손 꼭 잡고, 지는 석양을 바라보자  | MBC                      | 2018         |
|                                    | Hold My Hand                                       | 내 손을 잡아                      | MBC                      | 2013         |
|                                    | Home for Summer                                    | 여름아 부탁해                     | KBS1                     | 2019         |
|                                    | Home Sweet Home                                    | 즐거운 나의 집                    | MBC                      | 2010         |
|                                    | Hong Gildong                                       | 쾌도 홍길동                       | KBS2                     | 2008         |
|                                    | Hong Kong Express                                  | 홍콩 익스프레스                   | SBS                      | 2005         |
|                                    | Hooray for Love                                    | 애정만만세                        | MBC                      | 2011         |
|                                    | Hospital Ship                                      | 병원선                            | MBC                      | 2017         |
|                                    | Hotel del Luna                                     | 호텔 델루나                       | tvN                      | 2019         |
|                                    | Hotelier                                           | 호텔리어                          | MBC                      | 2001         |
|                                    | Hotel King                                         | 호텔킹                            | MBC                      | 2014         |
|                                    | Hot Stove League                                   | 스토브리그                        | SBS                      | 2019         |
|                                    | House of Bluebird                                  | 파랑새의 집                       | KBS2                     | 2015         |
|                                    | How Are U Bread                                    | 하와유브레드                      | Naver TV                 | 2020         |
|                                    | How to Buy a Friend                                | 계약우정                          | KBS2                     | 2020         |
|                                    | How to Meet a Perfect Neighbor                     | 완벽한 이웃을 만나는 법           | SBS                      | 2007         |
|                                    | A Hundred Year Legacy                              | 백년의 유산                       | MBC                      | 2013         |
|                                    | Hush                                               | 허쉬                              | JTBC                     | 2020         |
| Huszonöt, huszonegy                | Twenty-Five Twenty-One                             | 스물다섯 스물하나                 | tvN Netflix              | 2022         |
|                                    | Hwang Jini                                         | 황진이                            | KBS                      | 2006         |
|                                    | Hwarang: The Beginning                             | 화랑: 더 비기닝                   | KBS2                     | 2016         |
|                                    | Hyde, Jekyll, Me                                   | 하이드 지킬, 나                   | SBS                      | 2015         |
|                                    | Hymn of Death                                      | 사의 찬미                         | SBS Netflix              | 2018         |
| Hyper Knife: Egy rivalizálás sebei | Hyper Knife                                        | 하이퍼나이프                      | Disney+                  | 2025         |

## I, Í
| Magyar cím          | Angol cím(ek)                                | Hangul                                        | Csatorna   | Bemutató éve |
| ------------------- | -------------------------------------------- | --------------------------------------------- | ---------- | ------------ |
|                     | I am Legend                                  | 나는 전설이다                                 | SBS        | 2010         |
|                     | I Am Sam                                     | 아이엠샘                                      | KBS2       | 2007         |
|                     | I Am the Mother Too                          | 나도 엄마야                                   | SBS        | 2018         |
|                     | I Can Hear Your Voice                        | 너의 목소리가 들려                            | SBS        | 2013         |
|                     | The Idle Mermaid Surplus Princess            | 잉여공주                                      | tvN        | 2014         |
|                     | I Do, I Do                                   | 아이두 아이두                                 | MBC        | 2012         |
| Ifjúságom története | Record of Youth                              | 청춘기록                                      | tvN        | 2020         |
|                     | I Have a Lover                               | 애인 있어요                                   | SBS        | 2015         |
|                     | I Love Lee Tae-ri I Love Lee Terry           | 내사랑 이태리                                 | tvN        | 2012         |
|                     | Imaginary Cat                                | 상상고양이                                    | MBC every1 | 2015         |
|                     | I'm Not a Robot                              | 로봇이 아니야                                 | MBC        | 2017         |
|                     | The Impossible Heir                          | 로얄로더                                      | Disney+    | 2024         |
|                     | I Need Romance                               | 로맨스가 필요해                               | tvN        | 2011         |
|                     | I Need Romance 2012                          | 로맨스가 필요해 2012                          | tvN        | 2012         |
|                     | I Need Romance 3                             | 로맨스가 필요해 3                             | tvN        | 2014         |
|                     | I'm Sorry, I Love You                        | 미안하다 사랑한다                             | KBS        | 2004         |
|                     | Iljimae                                      | 일지매                                        | SBS        | 2008         |
|                     | Immortal Admiral Yi Sun-sin                  | 불멸의 순신                                   | KBS        | 2004         |
|                     | Incarnation of Money                         | 돈의 화신                                     | SBS        | 2013         |
|                     | The Inheritors The Heirs                     | 왕관을 쓰려는 자, 그 무게를 견뎌라 – 상속자들 | SBS        | 2013         |
|                     | The Innocent Man Nice Guy                    | 세상 어디에도 없는 착한 남자                  | KBS        | 2012         |
|                     | Inspiring Generation Age of Feeling          | 감격시대                                      | KBS2       | 2014         |
|                     | Into the Flames                              | 불꽃 속으로                                   | TV Chosun  | 2014         |
|                     | Introverted Boss My Shy Boss                 | 내성적인 보스                                 | tvN        | 2017         |
|                     | Invincible Lee Pyung Kang Taming of the Heir | 천하무적 이평강                               | KBS2       | 2009         |
|                     | Ireland                                      | 아일랜드                                      | MBC        | 2004         |
|                     | IRIS                                         | 아이리스                                      | KBS        | 2009         |
|                     | Iris II                                      | 아이리스 II                                   | KBS        | 2013         |
|                     | Iron Family                                  | 다리미 패밀리                                 | KBS2       | 2024         |
|                     | Item                                         | 아이템                                        | MBC        | 2019         |
|                     | It's Okay, Daddy's Girl                      | 괜찮아, 아빠딸                                | SBS        | 2010         |
|                     | It's Okay, That's Love                       | 괜찮아, 사랑이야                              | SBS        | 2014         |
|                     | I Wanna Hear Your Song                       | 너의 노래를 들려줘                            | KBS2       | 2019         |

## J
| Magyar cím       | Angol cím(ek)                          | Hangul                  | Csatorna                  | Bemutató éve     |
| ---------------- | -------------------------------------- | ----------------------- | ------------------------- | ---------------- |
|                  | Jackpot The Royal Gambler              | 대박                    | SBS                       | 2016             |
|                  | Jamyeonggo                             | 자명고                  | SBS                       | 2009             |
|                  | Jang Bo-ri is Here!                    | 왔다! 장보리            | MBC                       | 2014             |
|                  | Jang Yeong-sil                         | 장영실                  | KBS                       | 2016             |
|                  | Jang Ok-jung, Living by Love           | 장옥정, 사랑에 살다     | SBS                       | 2013             |
| Játék a szerelem | Love All Play                          | 너에게 가는 속도 493 km | KBS2/Disney+              | 2022             |
|                  | Jazz for Two                           | 재즈처럼                | Cinema Heaven/TVING/Iqiyi | 2024             |
|                  | Jealousy Incarnate Don’t Dare to Dream | 질투의 화신             | SBS                       | 2016             |
|                  | Jejungwon                              | 제중원                  | SBS                       | 2010             |
|                  | Jeon Uchi                              | 전우치                  | KBS                       | 2012             |
|                  | Jeong Do-jeon                          | 정도전                  | KBS1                      | 2014             |
|                  | Jeongnyeon: The Star Is Born           | 정년이                  | tvN/Disney+               | 2024             |
|                  | Jeonu                                  | 전우                    | KBS                       | 1975, 1983, 2010 |
|                  | Ji Woon-soo's Stroke of Luck           | 지운수대통              | Chosun TV                 | 2012             |
| Joghallgatók     | Law School                             | 로스쿨                  | JTBC Netflix              | 2021             |
| A jog nevében    | May It Please the Court                | 변론을 시작하겠습니다   | Disney+                   | 2022             |
|                  | Jon Geszomun                           | 연개소문                | SBS                       | 2006             |
|                  | Yong-pal                               | 용팔이                  | SBS                       | 2015             |
|                  | Joseon Attorney                        | 조선변호사              | MBC                       | 2023             |
|                  | Joseon Survival Period                 | 조선생존기              | TV Chosun                 | 2019             |
|                  | The Judge from Hell                    | 지옥에서 온 판사        | SBS/Disney+               | 2024             |
|                  | Judge vs. Judge Nothing to Lose        | 이판, 사판              | SBS                       | 2017             |
|                  | Jugglers                               | 저글러스                | KBS2                      | 2017             |
|                  | Jumong Prince of the Legend            | 주몽                    | MBC                       | 2006             |
|                  | Jump                                   | 도약                    | MBC                       | 1999             |
|                  | Just Dance                             | 땐뽀걸즈                | KBS2                      | 2018             |
|                  | Justice                                | 저스티스                | KBS2                      | 2019             |

## K
| Magyar cím                | Angol cím(ek)                      | Hangul             | Csatorna              | Bemutató éve |
| ------------------------- | ---------------------------------- | ------------------ | --------------------- | ------------ |
|                           | The K2                             | 더 케이투          | tvN                   | 2016         |
|                           | Kairosz                            | 카이로스           | MBC                   | 2020         |
| Kaotikus esküvő           | Welcome to Wedding Hell            | 결혼백서           | KakaoTV Netflix       | 2022         |
| Karma                     | Karma                              | 악연               | Netflix               | 2025         |
| Kedves Hongrang           | Dear Hongrang                      | 탄금               | Netflix               | 2025         |
| A kézbesítő               | Black Knight                       | 택배기사           | Netflix               | 2023         |
| Kezdő krónikás            | Rookie Historian Goo Hae-ryung     | 신입사관 구해령    | MBC                   | 2019         |
|                           | Kick Kick Kick Kick                | 킥킥킥킥           | KBS2                  | 2025         |
|                           | The Kidnapping Day                 | 유괴의 날          | ENA                   | 2023         |
| A kiesett idő             | Glitch                             | 글리치             | Netflix               | 2022         |
| A kijelölt túlélő: 60 nap | Designated Survivor: 60 Days       | 60일, 지정생존자   | tvN                   | 2019         |
|                           | The Killing Vote                   | 국민사형투표       | SBS/Amazon Prime      | 2023         |
|                           | Kill it                            | 킬잇               | OCN                   | 2019         |
|                           | Kill Me, Heal Me                   | 킬미,힐미          | MBC                   | 2015         |
| A királyi ház titkai      | Dong Yi                            | 동이               | MBC                   | 2010         |
| Királynők egymás között   | Queenmaker                         | 퀸메이커           | Netflix               | 2023         |
| A királynő védelme alatt  | Under the Queen's Umbrella         | 슈룹               | tvN Netflix           | 2022         |
| A király: Örök uralkodó   | The King: Eternal Monarch          | 더 킹: 영원의 군주 | SBS                   | 2020         |
| A király szerelme         | The King's Affection               | 연모               | KBS2                  | 2021         |
| A királyság titkai        | Kingdom                            | 킹덤               | Netflix               | 2019         |
|                           | Kim Szuro                          | 김수로             | MBC                   | 2010         |
|                           | Kimcheed Radish Cubes              | 깍두기             | MBC                   | 2007         |
|                           | The King 2 Hearts                  | 더 킹 투하츠       | MBC                   | 2012         |
|                           | The King and I                     | 왕과 나            | MBC                   | 2007         |
|                           | King of Ambition Queen of Ambition | 야왕               | SBS                   | 2013         |
|                           | King of Baking, Kim Tak Goo        | 제빵왕 김탁        | KBS2                  | 2010         |
|                           | The King of Legend                 | 근초고왕           | KBS                   | 2010         |
|                           | King Sejong the Great              | 대왕세종           | KBS2                  | 2008         |
|                           | The King's Dream                   | 대왕의 꿈          | KBS2                  | 2012         |
|                           | The King's Doctor Horse Doctor     | 마의               | MBC                   | 2012         |
|                           | The King's Face                    | 왕의 얼굴          | KBS2                  | 2014         |
|                           | King's Family                      | 왕가네 식구들      | KBS2                  | 2013         |
|                           | The Kingdom of The Winds           | 바람의 나라        | KBS                   | 2008         |
| Királynő egy hétre        | Queen for Seven Days 7-Day Queen   | 7일의 왕비         | KBS                   | 2017         |
|                           | Knight Flower                      | 밤에 피는 꽃       | MBC/Kocowa/Viki       | 2024         |
|                           | Kokdu: Season of Deity             | 꼭두의 계절        | MBC                   | 2023         |
| Kopók                     | Bloodhounds                        | 사냥개들           | Netflix               | 2023         |
|                           | Korea–Khitan War                   | 고려 거란 전쟁     | KBS2 (Netflix/Kocowa) | 2023         |
| A könnyek királynője      | Queen of Tears                     | 눈물의 여왕        | tvN/Netflix           | 2024         |
| Könyvbe illő szerelem     | Romance Is a Bonus Book            | 로맨스는 별책부록  | tvN                   | 2019         |
| Koo felügyelő             | Inspector Koo                      | 구경이             | JTBC Netflix          | 2021         |
| A koreai Szilícium-völgy  | Start-Up                           | 스타트업           | tvN                   | 2020         |
|                           | A Korean Odyssey Hwayugi           | 화유기             | tvN                   | 2017         |
| A korona hercege          | Yi San                             | 이산               | MBC                   | 2007         |

## L
| Magyar cím                 | Angol cím(ek)                                     | Hangul                       | Csatorna         | Bemutató éve |
| -------------------------- | ------------------------------------------------- | ---------------------------- | ---------------- | ------------ |
|                            | Lady Cha Dal-rae's Lover                          | 차달래 부인의 사랑           | KBS2             | 2018         |
|                            | La Dolce Vita                                     | 달콤한 인생                  | MBC              | 2008         |
| Lájkolva                   | Love Alarm                                        | 좋아하면 울리는              | Netflix          | 2019         |
|                            | Land of Gold Golden Land                          | 순금의 땅                    | KBS2             | 2014         |
|                            | Land of Wine                                      | 술의 나라                    | SBS              | 2003         |
| A lány a maszk mögött      | Mask Girl                                         | 마스크걸                     | Netflix          | 2023         |
|                            | Last                                              | 라스트                       | jTBC             | 2015         |
|                            | The Last Empress'                                 | 황후의 품격                  | SBS              | 2018         |
|                            | The Last Scandal of My Life                       | 내생에 마지막 스캔들         | MBC              | 2008         |
|                            | Late Night Restaurant Midnight Diner              | 심야식당                     | SBS              | 2015         |
|                            | Lawless Lawyer                                    | 무법 변호사                  | tvN              | 2018         |
|                            | Left-Handed Wife                                  | 왼손잡이 아내                | KBS2             | 2019         |
|                            | Legal High                                        | 리갈하이                     | JTBC             | 2019         |
| Legelső szerelmem          | My First First Love Because This is My First Love | 첫사랑은 처음이라서          | Netflix          | 2019         |
|                            | The Legend                                        | 태왕사신기                   | MBC              | 2007         |
|                            | The Legend of the Blue Sea                        | 푸른 바다의 전설             | SBS              | 2016         |
|                            | Legendary Witches                                 | 전설의 마녀                  | MBC              | 2014         |
|                            | Legend of Hyang Dan                               | 향단전                       | MBC              | 2007         |
|                            | Legend of the Patriots                            | 전우                         | KBS              | 2010         |
| Leleplezve                 | Unmasked                                          | 트리거                       | Disney+          | 2025         |
| A lelkek alkímiája         | Alchemy of Souls                                  | 환혼                         | tvN Netflix      | 2022         |
| Lenyűgöző életek           | The Fabulous                                      | 더 패뷸러스                  | Netflix          | 2022         |
|                            | Less Than Evil Luther                             | 나쁜 형사                    | MBC              | 2018         |
|                            | Let Me Introduce Her                              | 그녀로 말할 것 같으면        | SBS              | 2018         |
|                            | Let’s Eat                                         | 식샤를 합시다                | tvN              | 2013         |
|                            | Let’s Eat 2                                       | 식샤를 합시다2               | tvN              | 2015         |
|                            | Let's Eat 3                                       | 식샤를 합시다3               | tvN              | 2018         |
|                            | Level Up                                          | 레벨업                       | MBN              | 2019         |
|                            | Leverage                                          | 레버리지: 사기조작단         | TV Chosun        | 2019         |
|                            | The Liar and His Lover Lovely Love Lie            | 그녀는 거짓말을 너무 사랑해  | tvN              | 2017         |
|                            | Liar Game                                         | 라이어 게임                  | tvN              | 2014         |
|                            | Lie After Lie                                     | 거짓말의 거짓말              | Channel A        | 2020         |
|                            | Lie To Me                                         | 내게 거짓말을 해봐           | SBS              | 2011         |
|                            | Lies Hidden in My Garden                          | 마당이 있는 집               | ENA              | 2023         |
|                            | Life                                              | 라이프                       | JTBC Netflix     | 2018         |
|                            | Life is Beautiful                                 | 인생은 아름다워              | SBS              | 2010         |
|                            | Life on Mars                                      | 라이프 온 마스               | OCN              | 2018         |
|                            | Lights and Shadows                                | 빛과 그림자                  | MBC              | 2011         |
|                            | Like Land and Sky As Much, As Heaven              | 하늘만큼 땅만큼              | KBS              | 2007         |
|                            | Likeable or Not I Hate You, But It's Fine         | 미우나 고우나                | KBS              | 2007         |
| Link: Egyél, szeress, ölj! | Link: Eat, Love, Kill                             | 링크: 먹고 사랑하라, 죽이게  | tvN/Disney+      | 2022         |
|                            | Live                                              | 라이브                       | tvN              | 2018         |
|                            | Live On                                           | 라이브온                     | JTBC             | 2020         |
|                            | Liver or Die                                      | 왜그래 풍상씨                | MBC2             | 2019         |
|                            | Live Your Own Life                                | 효심이네 각자도생            | KBS2             | 2023         |
|                            | Lobbyist                                          | 로비스트                     | SBS              | 2007         |
|                            | Longing for You                                   | 오랫동안 당신을 기다렸습니다 | ENA/Viki         | 2023         |
|                            | Look Back in Anger                                | 성난 얼굴로 돌아보라         | KBS              | 2000         |
|                            | Lookout Protector                                 | 파수꾼                       | MBC              | 2017         |
|                            | Loss Time Life Loss Time Life: The Last Chance    | 로스타임 라이프              | MBN              | 2019         |
|                            | Love Alert                                        | 설렘주의보                   | MBN              | 2018         |
|                            | Love Andante                                      | 사랑의 안단테                | Lifetime/Kocowa  | 2024         |
|                            | Love Can't Wait                                   | 사랑은 아무도 못말려         | MBC              | 2006         |
|                            | Love (ft. Marriage and Divorce)                   | 결혼작사 이혼작곡            | TV Chosun        | 2021         |
|                            | Love in 3 Colors                                  | 유정                         | KBS              | 1999         |
|                            | Love in Sadness                                   | 슬플 때 사랑한다             | MBC TV           | 2019         |
|                            | Love in the Big City                              | 대도시의 사랑법              | TVING/Viki       | 2024         |
|                            | Love in the Moonlight Moonlight Drawn by Clouds   | 구르미 그린 달빛             | KBS2             | 2016         |
|                            | Love Letter                                       | 러브레터                     | MBC              | 2003         |
|                            | Love Me When You Can                              | 있을때 잘해                  | MBC              | 2006         |
|                            | Love, My Love                                     | 사랑아 사랑아                | KBS2             | 2012         |
|                            | Love on a Rooftop I Love You from Today           | 오늘부터 사랑해              | KBS2             | 2015         |
|                            | Love Rain                                         | 사랑비                       | KBS2             | 2012         |
|                            | Love Rides the Song                               | 사랑은 노래를 타고           | KBS              | 2013         |
|                            | Love Scout                                        | 나의 완벽한 비서             | SBS/Netflix/Viki | 2025         |
|                            | Love Song for Illusion                            | 환상연가                     | KBS2/Viu/Viki    | 2024         |
|                            | Love Story in Harvard                             | 러브스토리 인 하버드         | SBS              | 2004         |
|                            | A Love To Kill                                    | 이 죽일 놈의 사랑            | KBS2             | 2005         |
|                            | Love to the End                                   | 끝까지 사랑                  | KBS2             | 2018         |
|                            | Love Truly I Really Really Like You               | 진짜진짜좋아해               | MBC              | 2006         |
|                            | Love with Flaws                                   | 하자있는 인간들              | MBC              | 2019         |
|                            | Loveholic                                         | 러브홀릭                     | KBS2             | 2005         |
|                            | Lovely Horribly                                   | 러블리 호러블리              | KBS2             | 2018         |
|                            | Lovely Runner                                     | 선재 업고 튀어               | tvN/Viu/Viki     | 2024         |
|                            | The Lover                                         | 더 러버                      | Mnet             | 2015         |
|                            | Lovers                                            | 연인                         | SBS              | 2006         |
|                            | Lovers in Paris                                   | 파리의 연인                  | SBS              | 2004         |
|                            | Lovers in Prague                                  | 프라하의 연인                | SBS              | 2005         |
|                            | Love Your Enemy                                   | 사랑은 외나무다리에서        | tvN/Disney+/Viki | 2024         |
|                            | Loving You a Thousand Times                       | 천만번 사랑해                | SBS              | 2009         |
|                            | LTNS                                              | 엘티엔에스                   | TVING/Viki/Viu   | 2024         |
|                            | Lucky Romance                                     | 운빨로맨스                   | MBC              | 2016         |

## M
| Magyar cím                     | Angol cím(ek)                                                | Hangul                              | Csatorna               | Bemutató éve |
| ------------------------------ | ------------------------------------------------------------ | ----------------------------------- | ---------------------- | ------------ |
|                                | Ma Boy                                                       | 마보이                              | Tooniverse             | 2012         |
|                                | Madame Antoine                                               | 마담 앙트완                         | jTBC                   | 2016         |
|                                | Mad Dog                                                      | 매드독                              | KBS2                   | 2017         |
|                                | Maestra: Strings of Truth                                    | 마에스트라                          | tvN/Disney+            | 2023         |
| A maffia ügyvédje              | Vincenzo                                                     | 빈센조                              | tvN Netflix            | 2021         |
| Magánélet                      | Private Lives                                                | 사생활                              | jTBC                   | 2020         |
|                                | Maids                                                        | 하녀들                              | jTBC                   | 2015         |
|                                | Make a Wish                                                  | 소원을 말해봐                       | MBC                    | 2014         |
|                                | Make a Woman Cry                                             | 여자를 울려                         | MBC                    | 2015         |
|                                | Mama                                                         | 마마 - 세상 무서울 게 없는          | MBC                    | 2014         |
|                                | A Man Called God The Man Almighty                            | 신이라 불리운 사나이                | MBC                    | 2010         |
|                                | Manhole                                                      | 맨홀: 이상한 나라의 필              | KBS2                   | 2017         |
|                                | Man in the Kitchen                                           | 밥상 차리는 남자                    | MBC                    | 2017         |
|                                | Man of the Equator                                           | 적도의 남자                         | KBS2                   | 2012         |
|                                | Man to Man                                                   | 맨투맨                              | JTBC                   | 2017         |
|                                | Marriage Contract                                            | 결혼계약                            | MBC                    | 2016         |
|                                | Marriage, Not Dating                                         | 연애 말고 결혼                      | tvN                    | 2014         |
|                                | Marry Me Now Shall We Live Together?                         | 같이 살래요                         | KBS2                   | 2018         |
|                                | Marry Him If You Dare                                        | 미래의선택                          | KBS2                   | 2013         |
|                                | Marry My Husband                                             | 내 남편과 결혼해줘                  | tvN/TVING/Amazon Prime | 2024         |
|                                | Marry You                                                    | 결혼해YOU                           | Channel A              | 2024         |
|                                | Mary Stayed Out All Night Marry Me, Mary                     | 매리는 외박중                       | KBS2                   | 2011         |
|                                | Mask                                                         | 가면                                | SBS                    | 2015         |
|                                | Masked Prosecutor                                            | 복면검사                            | KBS2                   | 2015         |
| Mások bosszúja                 | Revenge of Others                                            | 3인칭 복수                          | Disney+                | 2022         |
|                                | May Queen                                                    | 메이퀸                              | MBC                    | 2012         |
|                                | Me Too, Flower!                                              | 나도 꽃                             | MBC                    | 2011         |
|                                | Marry Him If You Dare Mirae’s Choice                         | 미래의 선택                         | KBS2                   | 2013         |
|                                | Marrying a Millionaire                                       | 백만장자와 결혼하기                 | SBS                    | 2005         |
| Másképp gondolkozók            | Secret Forest Stranger                                       | 비밀의 숲                           | tvN                    | 2017         |
|                                | The Master of Revenge Master – God of Noodles                | 마스터-국수의 신                    | KBS2                   | 2016         |
|                                | Master of Study God of Study                                 | 공부의 신                           | KBS2                   | 2010         |
|                                | Master’s Sun                                                 | 주군의 태양                         | SBS                    | 2013         |
|                                | Matrimonial Chaos The Greatest Divorce                       | 최고의 이혼                         | KBS2                   | 2018         |
|                                | Medical Top Team                                             | 메디컬탑팀                          | MBC                    | 2013         |
| Megszállottan                  | Possessed                                                    | 빙의                                | OCN                    | 2019         |
|                                | Melody of Love Love Rides the Song                           | 사랑은 노래를 타고                  | KBS1                   | 2013         |
|                                | Melting Me Softly                                            | 날 녹여주오                         | tvN                    | 2019         |
|                                | Memories of the Alhambra                                     | 알함브라 궁전의 추억                | tvN                    | 2018         |
|                                | Memorist                                                     | 메모리스트                          | tvN                    | 2020         |
|                                | Memory                                                       | 기억                                | tvN                    | 2016         |
| Mennybemenetel                 | Move to Heaven                                               | 무브 투 헤븐: 나는 유품정리사입니다 | Netflix                | 2021         |
|                                | The Merchant: Gaekju 2015                                    | 장사의 신 - 객주 2015               | KBS2                   | 2015         |
|                                | Midas                                                        | 마이더스                            | SBS                    | 2011         |
|                                | The Midnight Romance in Hagwon                               | 졸업                                | tvN/Viki/Viu           | 2024         |
|                                | The Midnight Studio                                          | 야한 사진관                         | Genie TV/ENA/Viki      | 2024         |
|                                | Mimi                                                         | 미미                                | Mnet                   | 2014         |
|                                | Mina                                                         | 미나                                | KBS                    | 2001         |
| Minamdang kávéház              | Café Minamdang                                               | 미남당                              | KBS2 Netflix           | 2022         |
| Mindannyian halottak vagyunk   | All of Us Are Dead                                           | 지금 우리 학교는                    | Netflix                | 2022         |
| Mindazonáltal                  | Nevertheless                                                 | 알고있지만                          | JTBC Netflix           | 2021         |
| Mindig csak előre              | Run On                                                       | 런 온                               | JTBC                   | 2020         |
| A mintacsalád                  | A Model Family                                               | 모범가족                            | Netflix                | 2022         |
| Mint a filmekben               | Melo Movie                                                   | 멜로무비                            | Neflix                 | 2025         |
| Mint egy pillangó              | Navillera                                                    | 나빌레라                            | tvN Netflix            | 2021         |
|                                | The Miracle We Met                                           | 우리가 만난 기적                    | KBS2                   | 2018         |
|                                | Miraculous Brothers                                          | 기적의 형제                         | JTBC                   | 2023         |
|                                | Mirror of the Witch                                          | 마녀보감                            | jTBC                   | 2016         |
|                                | Miss Ajumma                                                  | 미쓰 아줌마                         | SBS                    | 2011         |
|                                | Miss Lee                                                     | 청일전자 미쓰리                     | tvN                    | 2019         |
|                                | Miss Ripley                                                  | 미스 리플리                         | MBC                    | 2011         |
|                                | Missing 9                                                    | 미씽나인                            | MBC                    | 2017         |
|                                | Missing Crown Prince                                         | 세자가 사라졌다                     | MBN/Viki/Viu           | 2024         |
|                                | Missing Noir M                                               | 실종느와르 M                        | OCN                    | 2015         |
|                                | Missing You I Miss You                                       | 보고싶다                            | MBC                    | 2012         |
|                                | Missing: The Other Side                                      | 미씽: 그들이 있었다                 | OCN                    | 2020         |
|                                | Misaeng                                                      | 미생 - 아직 살아 있지 못한 자       | tvN                    | 2014         |
|                                | Mistress                                                     | 미스트리스                          | OCN                    | 2018         |
|                                | Misty                                                        | 미스티                              | JTBC                   | 2018         |
|                                | Modern Farmer                                                | 모던파머                            | SBS                    | 2014         |
|                                | Mom and Sister                                               | 엄마야 누나야                       | MBC                    | 2000         |
|                                | Mom's Dead Upset                                             | 엄마가 뿔났다                       | KBS2                   | 2008         |
|                                | Money Flower                                                 | 돈꽃                                | MBC                    | 2017         |
|                                | Monstar                                                      | 몬스타                              | Mnet                   | 2013         |
|                                | Monster                                                      | 몬스터                              | MBC                    | 2016         |
|                                | Moon Embracing the Sun                                       | 해를 품은 달                        | MBC                    | 2012         |
|                                | Moon Lovers: Scarlet Heart Ryeo Scarlet Heart: Ryeo          | 달의 연인 - 보보경심 려             | SBS                    | 2016         |
|                                | Moorim School                                                | 무림학교                            | KBS2                   | 2016         |
|                                | More Than Friends                                            | 경우의 수                           | JTBC                   | 2020         |
| A mosoly birodalma             | King the Land                                                | 킹더랜드                            | JTBC Netflix           | 2023         |
|                                | The Most Beautiful Goodbye                                   | 세상에서 가장 아름다운 이별         | MBC                    | 2017         |
|                                | Motel California                                             | 모텔 캘리포니아                     | MBC/Viki               | 2025         |
|                                | Mother                                                       | 마더                                | tvN                    | 2018         |
|                                | Mother of Mine                                               | 세상에서 제일 예쁜 내 딸            | KBS2                   | 2019         |
|                                | Mother's Garden                                              | 엄마의 정원                         | MBC                    | 2014         |
|                                | Mr. Back                                                     | 미스터 백                           | MBC                    | 2014         |
|                                | Mr. Duke                                                     | 신귀공자                            | MBC                    | 2000         |
|                                | Mr. Queen                                                    | 철인왕후                            | tvN/Netflix            | 2020         |
|                                | Mrs. Cop                                                     | 미세스 캅                           | SBS                    | 2015         |
|                                | Mrs. Cop 2                                                   | 미세스 캅 2                         | SBS                    | 2016         |
|                                | Mr. Sunshine                                                 | 미스터 션샤인                       | tvN                    | 2018         |
|                                | Ms. Hammurabi                                                | 미스 함무라비                       | JTBC                   | 2018         |
|                                | Ms. Ma, Nemesis                                              | 미스 마, 복수의 여신                | SBS                    | 2018         |
|                                | Ms Panda and Mr Hedgehog                                     | 판다양과 고슴도치                   | Channel A              | 2012         |
|                                | Ms. Perfect Perfect Wife                                     | 완벽한 아내                         | KBS2                   | 2017         |
|                                | Ms. Temper and Nam Jung-gi Bad Tempered Grown-ups            | 욱씨남정기                          | jTBC                   | 2016         |
| A múlt ügyei                   | Shadow Detective                                             | 형사록                              | Disney+                | 2022-2023    |
|                                | The Musical                                                  | 더 뮤지컬                           | SBS                    | 2011         |
|                                | My 19 Year Old Sister-in-Law                                 | 형수님은 열아홉                     | SBS                    | 2004         |
|                                | My Absolute Boyfriend                                        | 절대 그이                           | SBS                    | 2019         |
|                                | My Beloved Sister                                            | 누나                                | MBC                    | 2006         |
|                                | My Contracted Husband, Mr. Oh                                | 데릴남편 오작두                     | MBC                    | 2018         |
| My Country: Egy új kor hajnala | My Country: The New Age                                      | 나의 나라                           | JTBC Netflix           | 2019         |
|                                | My Dangerous Wife                                            | 나의 위험한 아내                    | MBN                    | 2020         |
|                                | My Daughter Seo-young                                        | 내 딸 서영이                        | KBS                    | 2012         |
|                                | My Daughter, Geum Sa-wol                                     | 내 딸 금사월                        | MBC                    | 2015         |
|                                | My Daughter the Flower                                       | 내 딸 꽃님이                        | SBS                    | 2011         |
|                                | My Dear Cat                                                  | 고양이는 있다                       | KBS                    | 2014         |
|                                | My Dearest                                                   | 연인                                | MBC                    | 2023         |
|                                | My Dearest Nemesis                                           | 그놈은 흑염룡                       | tvN/Viki               | 2025         |
|                                | My Fair Lady                                                 | 요조숙녀                            | SBS                    | 2003         |
|                                | My Fair Lady Take Care of the Young Lady                     | 아가씨를 부탁해                     | KBS                    | 2009         |
|                                | My Fair Lady Oh My Geum-Bi                                   | 오 마이 금비                        | KBS2                   | 2016         |
|                                | My Father is Strange Father is Strange                       | 아버지가 이상해                     | KBS2                   | 2017         |
|                                | My Fellow Citizens!                                          | 국민 여러분!                        | KBS2                   | 2019         |
|                                | My First Love                                                | 애간장                              | OCN                    | 2018         |
|                                | My Girl                                                      | 마이 걸                             | SBS                    | 2005         |
|                                | My Girlfriend is a Nine-Tailed Fox My Girlfriend is a Gumiho | 내 여자친구는 구미호                | SBS                    | 2010         |
|                                | My Golden Life                                               | 황금빛 내 인생                      | KBS2                   | 2017         |
|                                | My Happy Ending                                              | 나의 해피엔드                       | tvN/Viki/Viu           | 2024         |
|                                | My Heart Twinkle Twinkle                                     | 내 마음 반짝반짝                    | SBS                    | 2015         |
|                                | My Husband Got a Family                                      | 넝쿨째 굴러온 당신                  | KBS2                   | 2012         |
|                                | My Husband’s Woman                                           | 내 남자의 여자                      | SBS                    | 2007         |
|                                | My Lawyer, Mr. Jo Neighborhood Lawyer Jo Deul-ho             | 동네변호사 조들호                   | KBS2                   | 2016         |
|                                | My Lawyer, Mr. Jo 2: Crime and Punishment                    | 동네변호사 조들호 2                 | KBS2                   | 2019         |
|                                | My Love from the Star You Who Came From The Stars            | 별에서 온 그대                      | SBS                    | 2013         |
|                                | My Love Patzzi                                               | 내 사랑 팥쥐                        | MBC                    | 2002         |
|                                | My Lovely Boxer                                              | 순정복서                            | KBS2                   | 2023         |
|                                | My Lovely Girl                                               | 내겐 너무 사랑스러운 그녀           | SBS                    | 2014         |
|                                | My Lovely Liar                                               | 소용없어 거짓말                     | tvN                    | 2023         |
|                                | My Lovely Sam Soon My Name is Kim Sam Soon                   | 내 이름은 김삼순                    | MBC                    | 2005         |
|                                | My Lover, Madame Butterfly                                   | 내 사랑 나비부인                    | SBS                    | 2012         |
|                                | My Man Is Cupid                                              | 내 남자는 큐피드                    | Amazon Prime           | 2023         |
|                                | My Merry Marriage                                            | 결혼하자 맹꽁아!                    | KBS1                   | 2024         |
|                                | My Military Valentine                                        | 피타는 연애                         | Viki                   | 2024         |
|                                | My Mister                                                    | 나의 아저씨                         | tvN                    | 2018         |
|                                | My Only One                                                  | 하나뿐인 내편                       | KBS2                   | 2018         |
|                                | My Perfect Stranger                                          | 어쩌다 마주친, 그대                 | KBS2                   | 2023         |
|                                | My Princess                                                  | 마이 프린세스                       | MBC                    | 2011         |
|                                | My Rosy Life                                                 | 장밋빛 인생                         | KBS                    | 2005         |
|                                | My Runway                                                    | 마이 런웨이                         | tvN Netflix            | 2016         |
|                                | My Sassy Girl                                                | 엽기적인 그녀                       | SBS                    | 2017         |
|                                | My Secret Hotel                                              | 마이 시크릿 호텔                    | tvN                    | 2014         |
|                                | My Secret Romance                                            | 애타는 로맨스                       | OCN/Dramafever         | 2017         |
|                                | My Secret Terrius Terius Behind Me                           | 내 뒤에 테리우스                    | MBC                    | 2018         |
|                                | My Son-in-Law’s Woman The Mistress of my Son-in-Law          | 내 사위의 여자                      | SBS                    | 2016         |
|                                | My Spring Days                                               | 내 생애 봄날                        | MBC                    | 2014         |
|                                | My Strange Hero                                              | 복수가 돌아왔다                     | SBS                    | 2018         |
|                                | My Sweet Mobster                                             | 놀아주는 여자                       | JTBC/Viki/Viu          | 2024         |
|                                | Mysterious Personal Shopper                                  | 인형의 집                           | KBS2                   | 2018         |
|                                | My Too Perfect Sons                                          | 솔약국집 아들들                     | KBS2                   | 2009         |
|                                | My Unfortunate Boyfriend                                     | 나의 유감스러운 남자친구            | MBC Dramanet           | 2015         |
|                                | My Wife's Having an Affair this Week Cheating                | 이번 주, 아내가 바람을 핍니다       | jTBC                   | 2016         |

## N
| Magyar cím                | Angol cím(ek)                            | Hangul                    | Csatorna                  | Bemutató éve |
| ------------------------- | ---------------------------------------- | ------------------------- | ------------------------- | ------------ |
| A nagy fogadás            | Big Bet                                  | 카지노                    | Disney+                   | 2022         |
| A nagy pénzrablás: Korea  | Money Heist: Korea – Joint Economic Area | 종이의 집: 공동경제구역   | Netflix                   | 2022         |
| A nagyszájú               | Big Mouth                                | 빅마우스                  | MBC Disney+               | 2022         |
|                           | Naked Fireman                            | 맨몸의 소방관             | KBS                       | 2017         |
|                           | Namib                                    | 나미브                    | ENA/Viki                  | 2024         |
| Nam-soon, az erős lány    | Strong Girl Nam-soon                     | 힘쎈여자 강남순           | JTBC/Netflix              | 2023         |
| A napfény jótékony hatása | Daily Dose of Sunshine                   | 정신병동에도 아침이 와요  | Netflix                   | 2023         |
| Narkószentek              | Narco-Saints                             | 수리남                    | Netflix                   | 2022         |
|                           | Neighborhood Hero                        | 동네의 영웅               | OCN                       | 2016         |
|                           | Never Twice                              | 두 번은 없다              | MBC TV                    | 2019         |
| Nevezzük szerelemnek      | Call It Love                             | 사랑이라 말해요           | Disney+                   | 2023         |
|                           | New Heart                                | 뉴 하트                   | MBC                       | 2008         |
|                           | A New Leaf                               | 개과천선                  | MBC                       | 2014         |
|                           | New Tales of Gisaeng                     | 신기생뎐                  | SBS                       | 2011         |
|                           | Newtopia                                 | 뉴토피아                  | Coupang Play/Amazon Prime | 2025         |
|                           | Nice Witch                               | 착한마녀전                | SBS                       | 2018         |
|                           | The Night Watchman’s Journal             | 야경꾼일지                | MBC                       | 2014         |
|                           | Nightmare High Nightmare Teacher         | 악몽선생                  | Naver TV Cast             | 2016         |
|                           | Nine: Nine Time Travels                  | 나인: 아홉 번의 시간여행  | tvN                       | 2013         |
|                           | No Gain No Love                          | 손해 보기 싫어서          | tvN/Amazon Prime          | 2024         |
|                           | Nokdu Flower                             | 녹두꽃                    | SBS                       | 2019         |
|                           | Nonstop                                  | 논스톱                    | MBC                       | 2000-2006    |
|                           | Nothing Uncovered                        | 멱살 한번 잡힙시다)       | KBS2/Kocowa               | 2024         |
|                           | Not Others                               | 남남                      | ENA                       | 2023         |
|                           | No Way Out: The Roulette                 | 노 웨이 아웃: 더 룰렛     | U+ Mobile TV/Disney+      | 2024         |
| A nő nappal és éjjel      | Miss Night and Day                       | 낮과 밤이 다른 그녀       | JTBC/Netflix              | 2024         |
|                           | Numbers                                  | 넘버스: 빌딩숲의 감시자들 | MBC                       | 2023         |

## Ny
| Magyar cím          | Angol cím(ek)  | Hangul       | Csatorna | Bemutató éve |
| ------------------- | -------------- | ------------ | -------- | ------------ |
| Nyerd meg az életed | Squid Game     | 오징어게임   | Netflix  | 2021         |
| A nyolcas műsor     | The 8 Show     | 더 에이트 쇼 | Netflix  | 2024         |
| A nyugalom tengere  | The Silent Sea | 고요의 바다  | Netflix  | 2021         |

## O, Ó
| Magyar cím     | Angol cím(ek)                                 | Hangul            | Csatorna     | Bemutató éve |
| -------------- | --------------------------------------------- | ----------------- | ------------ | ------------ |
|                | Oasis                                         | 오아시스          | KBS2         | 2023         |
| Az odaadó anya | The Good Bad Mother                           | 나쁜엄마          | JTBC/Netflix | 2023         |
|                | Oh My Ghostess Oh My Ghost                    | 오 나의 귀신님    | tvN          | 2015         |
|                | Oh! My Lady                                   | 오! 마이 레이디   | SBS          | 2010         |
|                | Oh My Venus                                   | 오 마이 비너스    | KBS2         | 2015         |
|                | Oh, the Mysterious Questionable Start         | 의문의 일승       | SBS          | 2017         |
|                | Ojakgyo Brothers                              | 오작교 형제들     | KBS2         | 2011         |
|                | On Air                                        | 온에어            | SBS          | 2008         |
|                | One Fine Day                                  | 어느 멋진날       | MBC          | 2006         |
|                | One More Happy Ending                         | 한번 더 해피엔딩  | MBC          | 2016         |
|                | One Mom and Three Dads Three Dads One Mom     | 아빠셋 엄마하나   | KBS          | 2008         |
|                | One the Woman                                 | 원 더 우먼        | SBS          | 2021         |
|                | One Warm Word                                 | 따뜻한 말 한마디  | SBS          | 2013         |
|                | Only Love                                     | 사랑만 할래       | SBS          | 2014         |
|                | Only You                                      | 온리유            | SBS          | 2005         |
|                | On the Way to the Airport Road to the Airport | 공항가는 길       | KBS2         | 2016         |
|                | Orange Marmalade                              | 오렌지 마말레이드 | KBS2         | 2015         |
|                | Our Blooming Youth                            | 청춘월담          | tvN          | 2023         |
|                | Over the Rainbow                              | 오버 더 레인보우  | MBC          | 2006         |

## Ö, Ő
| Magyar cím              | Angol cím(ek)         | Hangul           | Csatorna        | Bemutató éve |
| ----------------------- | --------------------- | ---------------- | --------------- | ------------ |
| Őrülten szerelmes       | Mad For Each Other    | 이 구역의 미친 X | KakaoTV Netflix | 2021         |
| Őrült szerelem          | Crazy Love            | 크레이지 러브    | KBS/Disney+     | 2022         |
| Őszintén szólva         | Frankly Speaking      | 비밀은 없어      | JTBC/Netflix    | 2024         |
| Összesúgnak a csillagok | When the Stars Gossip | 별들에게 물어봐  | tvN/Netflix     | 2025         |

## P
| Magyar cím                  | Angol cím(ek)                                      | Hangul                               | Csatorna         | Bemutató éve |
| --------------------------- | -------------------------------------------------- | ------------------------------------ | ---------------- | ------------ |
|                             | The Package                                        | 더 패키지                            | JTBC             | 2017         |
|                             | Padam Padam... The Sound of His and Her Heartbeats | 빠담빠담... 그와 그녀의 심장박동소리 | jTBC             | 2011         |
|                             | Page Turner                                        | 페이지 터너                          | KBS2             | 2016         |
|                             | Painter of the Wind                                | 바람의 화원                          | SBS              | 2008         |
| A palota ékköve             | Jewel in the Palace Dae Jang Geum                  | 대장금                               | MBC              | 2003         |
| Pandora: A paradicsomon túl | Pandora: Beneath the Paradise                      | 판도라: 조작된 낙원                  | tvN/Disney+      | 2023         |
|                             | Papa                                               | 파파                                 | KBS              | 1996         |
|                             | Paradise Ranch                                     | 파라다이스 목장                      | SBS              | 2011         |
| Paraziták: A szürkeség      | Parasyte: The Grey                                 | 기생수: 더 그레이                    | Netflix          | 2024         |
|                             | Parole Examiner Lee                                | 가석방 심사관 이한신                 | tvN/Viki         | 2024         |
|                             | Partners for Justice Investigation Couple          | 검법남녀                             | MBC              | 2018         |
|                             | Passionate Love                                    | 열애                                 | SBS              | 2013         |
| Pasta                       |                                                    | 파스타                               | MBC              | 2010         |
|                             | Payback                                            | 법쩐                                 | SBS              | 2023         |
|                             | Pegasus Market                                     | 쌉니다 천리마마트                    | tvN              | 2019         |
|                             | Perfect Family                                     | 완벽한 가족                          | KBS2/Viki/Viu    | 2024         |
|                             | Perfume                                            | 퍼퓸                                 | KBS2             | 2019         |
|                             | Persona                                            | 페르소나                             | Netflix          | 2019         |
|                             | Personal Taste Personal Preference                 | 개인의 취향                          | MBC              | 2010         |
|                             | Phantom Ghost                                      | 유령                                 | SBS              | 2012         |
|                             | Phoenix Firebird                                   | 불새                                 | MBC              | 2004         |
|                             | Piano                                              | 피아노                               | SBS              | 2001         |
|                             | Pied Piper                                         | 피리부는 사나이                      | tvN              | 2016         |
|                             | Pink Lipstick                                      | 핑크 립스틱                          | MBC              | 2010         |
|                             | Pinocchio                                          | 피노키오                             | SBS              | 2014         |
|                             | A Place in the Sun                                 | 태양의 계절                          | KBS2             | 2019         |
| Plankton úr                 | Mr. Plankton                                       | Mr. 플랑크톤                         | Netflix          | 2024         |
|                             | Player                                             | 플레이어                             | OCN              | 2018         |
|                             | Playful Kiss                                       | 장난스런키스                         | MBC              | 2010         |
|                             | Please Come Back, Mister                           | 돌아와요 아저씨                      | SBS              | 2016         |
|                             | Please Come Back, Soon-ae                          | 돌아와요 순애씨                      | SBS              | 2006         |
|                             | Plus Nine Boys                                     | 아홉수 소년                          | tvN              | 2014         |
|                             | A Poem a Day                                       | 시를 잊은 그대에게                   | tvN              | 2018         |
|                             | Poseidon                                           | 포세이돈                             | KBS2             | 2011         |
|                             | Pots of Gold                                       | 금 나와라, 뚝딱!                     | MBC              | 2013         |
|                             | President                                          | 프레지던트                           | KBS2             | 2010         |
|                             | Pretty Man Bel Ami                                 | 예쁜남자                             | KBS2             | 2013         |
|                             | Pride and Prejudice                                | 오만과 편견                          | MBC              | 2014         |
|                             | Priest                                             | 프리스트                             | OCN              | 2018         |
|                             | Prime Minister and I                               | 총리와 나                            | KBS2             | 2013         |
|                             | Princess Aurora                                    | 오로라 공주                          | MBC              | 2013         |
|                             | Princess Hours Goong Palace                        | 궁                                   | MBC              | 2006         |
|                             | Princess Lulu                                      | 루루 공주                            | SBS              | 2005         |
|                             | The Princess’ Man                                  | 공주의 남자                          | KBS              | 2011         |
|                             | Prison Playbook Smart Prison Living                | 슬기로운 감빵생활                    | tvN              | 2017         |
|                             | The Producers                                      | 프로듀사                             | KBS2             | 2015         |
|                             | The Promise                                        | 천상의 약속                          | KBS2             | 2016         |
|                             | Prosecutor Princess                                | 검사 프린세스                        | SBS              | 2010         |
|                             | Protect the Boss                                   | 보스를 지켜라                        | SBS              | 2011         |
|                             | Psychopath Diary                                   | 싸이코패스 다이어리                  | tvN              | 2019         |
|                             | Pump Up the Healthy Love                           | 24시 헬스클럽                        | KBS2/Viki/Viu    | 2025         |
|                             | Punch                                              | 펀치                                 | SBS              | 2014         |
|                             | Pure in Heart Pure 19                              | 열아홉살 순정                        | KBS              | 2006         |
|                             | Pure Pumpkin Flower                                | 호박꽃 순정                          | SBS              | 2010         |
|                             | Pyramid Game                                       | 피라미드 게임                        | TVING/Paramount+ | 2024         |

## Q
| Magyar cím | Angol cím(ek)                   | Hangul          | Csatorna          | Bemutató éve |
| ---------- | ------------------------------- | --------------- | ----------------- | ------------ |
|            | Que Sera Sera                   | 케세라세라      | MBC               | 2007         |
|            | Queen In-hyun's Man Queen and I | 인현왕후의 남자 | tvN               | 2012         |
|            | Queen Insoo                     | 인수대비        | jTBC              | 2011         |
|            | Queen of Divorce                | 끝내주는 해결사 | TVING/Kocowa/Viki | 2024         |
|            | Queen of Housewives             | 내조의 여왕     | MBC               | 2009         |
|            | Queen of Masks                  | 가면의 여왕     | Channel A         | 2023         |
|            | Queen of Reversals              | 역전의 여왕     | MBC               | 2010         |
|            | Queen Seondeok                  | 선덕여왕        | MBC               | 2009         |
|            | The Queen's Classroom           | 여왕의 교실     | NTV               | 2013         |
|            | Queen of the Office             | 직장의 신       | KBS2              | 2013         |
|            | Queen's Flower                  | 여왕의 꽃       | MBC               | 2015         |
|            | The Queen Who Crowns            | 원경            | tvN/Viki          | 2025         |
|            | Queen Woo                       | 우씨왕후        | TVING/ Paramount+ | 2024         |

## R
| Magyar cím         | Angol cím(ek)                     | Hangul                       | Csatorna     | Bemutató éve |
| ------------------ | --------------------------------- | ---------------------------- | ------------ | ------------ |
|                    | Radiant Office                    | 자체발광 오피스              | MBC          | 2017         |
|                    | Radio Romance                     | 라디오 로맨스                | KBS2         | 2018         |
|                    | Rain or Shine Just Lovers         | 그냥 사랑하는 사이           | JTBC         | 2017         |
|                    | The Real Has Come!                | 진짜가 나타났다!             | KBS2         | 2023         |
|                    | Red Swan                          | 화인가 스캔들                | Disney+      | 2024         |
|                    | Remember: War of the Son Remember | 리멤버 – 아들의 전쟁         | SBS          | 2015         |
| Rendkívüli család  | The Atypical Family               | 히어로는 아닙니다만          | JTBC/Netflix | 2024         |
|                    | Reply 1988 Answer Me 1988         | 응답하라 1988                | tvN          | 2015         |
|                    | Reply 1994 Answer Me 1994         | 응답하라 1994                | tvN          | 2013         |
|                    | Reply 1997 Answer Me 1997         | 응답하라 1997                | tvN          | 2012         |
|                    | The Reputable Family              | 명가                         | KBS          | 2010         |
|                    | Reset                             | 리셋                         | OCN          | 2014         |
|                    | Return                            | 리턴                         | SBS          | 2018         |
|                    | The Return of Iljimae             | 돌아온 일지매                | MBC          | 2009         |
|                    | Revenant                          | 악귀                         | SBS/Disney+  | 2023         |
| A rezidensek élete | Resident Playbook                 | 언젠가는 슬기로울 전공의생활 | tvN/Netflix  | 2025         |
|                    | Rich Man Rich Man, Poor Woman     | 리치맨                       | MBN          | 2018         |
|                    | The Rich Son                      | 부잣집 아들                  | MBC          | 2018         |
|                    | Risky Romance                     | 사생결단 로맨스              | MBC          | 2018         |
|                    | Rock, Rock, Rock                  | 락 Rock 樂                   | KBS2         | 2010         |
|                    | Road No. 1                        | 로드 넘버원                  | MBC          | 2010         |
|                    | Romance Town                      | 로맨스타운                   | KBS2         | 2011         |
|                    | Romance Zero                      | 하자 전담반 제로             | MBC          | 2009         |
|                    | Rooftop Prince                    | 옥탑방 왕세자                | SBS          | 2012         |
|                    | Rooftop Room Cat Attic Cat        | 옥탑방 고양                  | MBC          | 2003         |
|                    | Room No. 9                        | 나인룸                       | tvN          | 2018         |
|                    | Rosy Lovers                       | 장미빛 연인들                | MBC          | 2014         |
|                    | Royal Family                      | 로열 패밀리                  | MBC          | 2011         |
|                    | Ruby Ring                         | 루비 반지                    | KBS2         | 2013         |
|                    | Ruby Ruby Love                    | 루비루비럽                   | Naver Tvcast | 2017         |
|                    | Ruler: Master of the Mask         | 군주-가면의 주인             | MBC          | 2017         |
|                    | Ruler of Your Own World           | 네 멋대로 해라               | MBC          | 2002         |
|                    | Running Mate                      | 러닝메이트                   | TVING        | 2024         |
|                    | The Running Mates: Human Rights   | 달리는 조사관                | OCN          | 2019         |

## S
| Magyar cím               | Angol cím(ek)                                       | Hangul                                | Csatorna             | Bemutató éve |
| ------------------------ | --------------------------------------------------- | ------------------------------------- | -------------------- | ------------ |
|                          | Sad Love Story Sad Sonata Sad Love Song             | 슬픈연가                              | MBC                  | 2005         |
|                          | Samsaengi                                           | 삼생이                                | KBS2                 | 2013         |
|                          | Sandglass                                           | 모래시계                              | SBS                  | 1995         |
|                          | Sang Doo! Let's Go to School                        | 상두야, 학교가자                      | KBS                  | 2003         |
|                          | Save Me                                             | 구해줘                                | OCN                  | 2017         |
|                          | Save Me 2                                           | 구해줘 2                              | OCN                  | 2019         |
|                          | Save the Last Dance for Me                          | 마지막춤은나와함께                    | SBS                  | 2004         |
|                          | Say It with Your Eyes                               | 눈으로 말해요                         | MBC                  | 2000         |
|                          | Scandal                                             | 스캔들: 매우 충격적이고 부도덕한 사건 | MBC                  | 2013         |
|                          | The Scandal of Chunhwa                              | 춘화연애담                            | TVING                | 2025         |
|                          | Scent of A Woman                                    | 여인의 향기                           | SBS                  | 2011         |
|                          | Scholar Who Walks the Night Night Walking Scholar   | 밤을 걷는 선비                        | MBC                  | 2015         |
|                          | School 2013                                         | 학교 2013                             | KBS                  | 2013         |
|                          | Search: WWW                                         | 검색어를 입력하세요: WWW              | tvN                  | 2019         |
|                          | Second Shot at Love                                 | 금주를 부탁해                         | tvN/Viu/Viki         | 2025         |
|                          | Secret                                              | 비밀                                  | MBC                  | 2000         |
|                          | Secret                                              | 비밀                                  | KBS2                 | 2013         |
|                          | Secret Boutique                                     | 시크릿 부티크                         | SBS TV               | 2019         |
|                          | Secret Door                                         | 비밀의 문                             | SBS                  | 2014         |
|                          | Secret Garden                                       | 시크릿 가든                           | SBS                  | 2010         |
|                          | The Secret Life of My Secretary                     | 초면에 사랑합니다                     | SBS                  | 2019         |
|                          | Secret Love Affair                                  | 밀회                                  | jTBC                 | 2014         |
|                          | Secret Mother                                       | 시크릿 마더                           | SBS                  | 2018         |
|                          | The Secret of Birth                                 | 출생의 비밀                           | SBS                  | 2013         |
|                          | Secret Relationships                                | 비밀사이                              | Watcha/Iqiyi         | 2025         |
|                          | The Secret Romantic Guesthouse                      | 꽃선비 열애사                         | SBS                  | 2023         |
|                          | Secrets and Lies                                    | 비밀과 거짓말                         | MBC                  | 2018         |
|                          | Seonggyungwan Scandal                               | 성균관 스캔들                         | KBS2                 | 2010         |
|                          | Seoul 1945                                          | 서울 1945                             | KBS                  | 2006         |
|                          | Seoul Busters                                       | 강매강                                | Disney+              | 2024         |
|                          | Serendipity’s Embrace                               | 우연일까?                             | tvN (TVING/Viu/Viki) | 2024         |
|                          | Shark                                               | 상어                                  | KBS2                 | 2013         |
|                          | Sharp 2                                             | 반올림 2                              | MBC                  | 2005-2006    |
|                          | She Was Pretty                                      | 그녀는 예뻤다                         | MBC                  | 2015         |
| Shin, a válóperes ügyvéd | Divorce Attorney Shin                               | 신성한, 이혼                          | JTBC/Netflix         | 2023         |
|                          | Shining Inheritance Brilliant Legacy                | 찬란한 유산                           | SBS                  | 2009         |
|                          | Shining Romance                                     | 빛나는 로맨스                         | MBC                  | 2013         |
|                          | Shopaholic Louis Shopping King Louie                | 쇼핑왕 루이                           | MBC                  | 2016         |
|                          | A Shop for Killers                                  | 킬러들의 쇼핑몰                       | Disney+              | 2024         |
|                          | Short                                               | 쇼트                                  | OCN                  | 2018         |
|                          | Should We Kiss First?                               | 키스 먼저 할까요?                     | SBS                  | 2018         |
|                          | A Shoulder to Cry On                                | 소년을 위로해줘                       | TVING/Viki           | 2023         |
|                          | Shut Up Flower Boy Band                             | 닥치고 꽃미남밴드                     | tvN                  | 2012         |
| A Silla királyság ékköve | Queen Seondeok                                      | 선덕여왕                              | MBC                  | 2009         |
|                          | Sincerity Moves Heaven                              | 지성이면 감천                         | KBS                  | 2013         |
|                          | Sign                                                | 싸인                                  | SBS                  | 2011         |
|                          | Signal                                              | 시그널                                | tvN                  | 2016         |
|                          | Single Dad in Love                                  | 싱글파파는 열애중                     | KBS                  | 2008         |
|                          | Single-minded Dandelion                             | TV소설 일편단심 민들레                | KBS2                 | 2014         |
|                          | Sisters of the Sea                                  | 자매바다                              | MBC                  | 2005         |
|                          | Six Flying Dragons                                  | 육룡이 나르샤                         | SBS                  | 2015         |
|                          | Sketch                                              | 스케치                                | JTBC                 | 2018         |
|                          | Sky Castle                                          | SKY 캐슬                              | JTBC                 | 2018         |
|                          | Smile, Again                                        | 스마일 어게인                         | SBS                  | 2006         |
|                          | Smile Again Smile, Donghae                          | 웃어라 동해야                         | KBS                  | 2010         |
|                          | The Smile Has Left Your Eyes                        | 하늘에서 내리는 일억개의 별           | tvN                  | 2018         |
|                          | Smile, Mom                                          | 웃어요, 엄마                          | SBS                  | 2010         |
|                          | Smile, You Smile, Honey                             | 그대 웃어요                           | SBS                  | 2009         |
|                          | Snow Flower                                         | 눈꽃                                  | SBS                  | 2006         |
|                          | The Snow Queen                                      | 눈의 여왕                             | KBS2                 | 2006         |
|                          | Snow White’s Revenge                                | 스캔들                                | KBS2                 | 2024         |
|                          | Social Savvy Class 101                              | 0교시는 인싸타임                      | Cinema Heaven/Viki   | 2024         |
|                          | Somebody                                            | 썸바디                                | Netflix              | 2022         |
|                          | Something Happened in Bali What Happened in Bali    | 발리에서 생긴일                       | SBS                  | 2004         |
|                          | Something in the Rain Pretty Noona Who Buys Me Food | 밥 잘 사주는 예쁜 누나                | JTBC Netflix         | 2018         |
|                          | Soul                                                | 혼                                    | MBC                  | 2009         |
|                          | Soundtrack#1                                        | 사운드트랙 #1                         | Disney+              | 2022         |
| A sötétség teremtménye   | Gyeongseong Creature                                | 경성크리처                            | Netflix              | 2023         |
|                          | Special Labor Inspector                             | 특별근로감독관 조장풍                 | MBC TV               | 2019         |
|                          | Spice Up Our Love                                   | 사장님의 식단표                       | TVING/Amazon Prime   | 2024         |
|                          | Splash Splash Love                                  | 퐁당퐁당 LOVE                         | MBC                  | 2015         |
|                          | Spring Day                                          | 봄날                                  | SBS                  | 2005         |
|                          | Special Affairs Team TEN                            | 특수사건전담반 TEN                    | OCN                  | 2011         |
|                          | Special Labor Inspector                             | 특별근로감독관 조장풍                 | MBC TV               | 2019         |
|                          | Spring of Youth                                     | 사계의 봄                             | SBS/Viki             | 2025         |
|                          | Spring Turns to Spring Spring Is Coming             | 봄이 오나 봄                          | MBC                  | 2019         |
|                          | Spring Waltz Endless Love 4                         | 봄의 왈츠                             | KBS                  | 2006         |
|                          | Spy                                                 | 스파이                                | KBS2                 | 2015         |
|                          | Spy Myung-wol                                       | 스파이 명월                           | KBS2                 | 2011         |
|                          | Stained Glass                                       | 유리화                                | SBS                  | 2004         |
|                          | Stairway to Heaven                                  | 천국의 계단                           | SBS                  | 2003         |
|                          | Standby                                             | 스탠바이                              | MBC                  | 2012         |
|                          | Star’s Echo                                         | 별의 소리                             | MBC                  | 2004         |
|                          | Star in My Heart                                    | 별은 내가슴에                         | MBC                  | 1997         |
|                          | Star's Lover                                        | 스타의 연인                           | SBS                  | 2008         |
|                          | Stars Falling From the Sky                          | 별을 따다줘                           | SBS                  | 2010         |
|                          | Stealer: The Treasure Keeper                        | 스틸러: 일곱 개의 조선통보            | tvN                  | 2023         |
|                          | Still 17 Thirty But Seventeen                       | 서른이지만 열일곱입니다               | SBS                  | 2018         |
|                          | Still You                                           | 그래도 당신                           | SBS                  | 2012         |
|                          | The Story of Park's Marriage Contract               | 열녀박씨 계약결혼뎐                   | MBC/Viu              | 2023–2024    |
|                          | Strangers Again                                     | 남이 될 수 있을까                     | ENA                  | 2023         |
|                          | Stranger Than Heaven                                | 천국보다 낯선                         | SBS                  | 2006         |
|                          | Strongest Chil Woo                                  | 최강칠우                              | KBS2                 | 2008         |
|                          | Strongest Deliveryman                               | 최강 배달꾼                           | KBS2                 | 2017         |
|                          | Strong Woman Do Bong-soon Strong Girl Bong-soon     | 힘쎈여자 도봉순                       | JTBC                 | 2017         |
|                          | Study Group                                         | 스터디그룹                            | TVING/Viki           | 2025         |
|                          | Style                                               | 스타일                                | SBS                  | 2009         |
|                          | Successful Story of a Bright Girl                   | 명랑소녀 성공기                       | SBS                  | 2002         |
|                          | Suits                                               | 슈츠                                  | KBS2                 | 2018         |
|                          | Summer Scent Endless Love 3                         | 여름향기                              | KBS                  | 2003         |
|                          | Suji & Uri                                          | 수지맞은 우리                         | KBS1                 | 2024         |
|                          | Sunlight Pours Down                                 | 햇빛 쏟아지다                         | SBS                  | 2004         |
|                          | Sunny Again Tomorrow                                | 내일도 맑음                           | KBS1                 | 2018         |
|                          | Sunogi                                              | 순옥이                                | KBS                  | 2002         |
|                          | Super Daddy Yeol                                    | 슈퍼대디 열                           | tvN                  | 2015         |
|                          | A Superior Day                                      | 우월한 하루                           | OCN                  | 2022         |
|                          | Super Rookie                                        | 신입사원                              | MBC                  | 2005         |
|                          | Surgeon Bong Dal-hee                                | 외과의사 봉달희                       | SBS                  | 2007         |
|                          | The Suspicious Housekeeper                          | 수상한 가정부                         | SBS                  | 2013         |
|                          | Suspicious Partner Love in Trouble                  | 수상한 파트너                         | SBS                  | 2017         |
|                          | Swallow the Sun                                     | 태양을 삼켜라                         | SBS                  | 2009         |
|                          | Sweet 18                                            | 낭랑18세                              | KBS                  | 2004         |
|                          | Sweet Buns                                          | 단팥빵                                | MBC                  | 2004         |
|                          | Sweet Home                                          | 스위트홈                              | Netflix              | 2020         |
|                          | Sweet, Savage Family                                | 달콤살벌 패밀리                       | MBC                  |              |
|                          | Sweet Secret                                        | 달콤한 비밀                           | KBS2                 | 2014         |
|                          | Sweet Spy                                           | 달콤한 스파이                         | MBC                  | 2005         |
|                          | Sweet Stranger and Me The Man Living in Our House   | 우리집에 사는 남자                    | KBS2                 | 2016         |
|                          | Switch: Change the World                            | 스위치 – 세상을 바꿔라                | SBS                  | 2018         |
|                          | Syndrome                                            | 신드롬                                | jTBC                 | 2012         |

## Sz
| Magyar cím                             | Angol cím(ek)                         | Hangul                            | Csatorna          | Bemutató éve |
| -------------------------------------- | ------------------------------------- | --------------------------------- | ----------------- | ------------ |
| A számkivetett díva                    | Castaway Diva                         | 무인도의 디바                     | tvN/Netflix       | 2023         |
| Szellemes nővérke                      | The School Nurse Files                | 보건교사 안은영                   | Netflix           | 2020         |
| Szemet szemért                         | Connect                               | 커넥트                            | Disney+           | 2023         |
| Szépek és gazdagok                     | Boys Over Flowers Boys Before Flowers | 꽃보다 남자                       | KBS               | 2009         |
| Szépek voltunk együtt                  | A Love So Beautiful                   | 아름다웠던 우리에게               | KakaoTV Netflix   | 2020         |
| Szerelem a szomszédban                 | Love Next Door                        | 엄마친구아들                      | tvN/Netflix       | 2024         |
| Szerelem és egyéb időjárási jelenségek | Forecasting Love an Weather           | 기상청 사람들: 사내연애 잔혹사 편 | JTBC Netflix      | 2022         |
| Szerelem (házassággal és válással)     | Love (ft. Marriage and Divorce)       | 결혼작사 이혼작곡                 | TV Chosun Netflix | 2021         |
| A szerelem mámorító íze                | Tastefully Yours                      | 당신의 맛                         | ENA/Netflix       | 2025         |
| A szerelem örvénye                     | Abyss                                 | 어비스                            | tvN               | 2019         |
| Szerelem pórázon                       | Love and Leashes                      | 모럴센스                          | Netflix           | 2022         |
| A szerelem siklóernyőn érkezik         | Crash Landing on You                  | 사랑의 불시착                     | tvN               | 2019         |
| Szerelmem a mennyben                   | Heavenly Ever After                   | 천국보다 아름다운                 | JTBC/Netflix      | 2025         |
| Szerelmem egy előző életből            | See You in My 19th Life               | 이번 생도 잘 부탁해               | tvN Netflix       | 2023         |
| Szerelmi gyorstalpaló                  | Crash Course in Romance               | 일타 스캔들                       | tvN/Netflix       | 2023         |
| Szeretlek Hologram                     | My Holo Love                          | 나 홀로 그대                      | Netflix           | 2020         |
| Szeretnélek utálni                     | Love to Hate You                      | 연애대전                          | Netflix           | 2023         |
| Szerető otthon                         | Romance in the House                  | 가족X멜로                         | JTBC/Netflix      | 2024         |
| Szigeti történetek                     | Our Blues                             | 우리들의 블루스                   | tvN Netflix       | 2022         |
| Sziszifusz a modern korban             | Sisyphus: The Myth                    | 시지프스                          | JTBC Netflix      | 2021         |
| A szokatlan hős                        | Weak Hero                             | 약한영웅                          | Wavve/Netflix     | 2022/2025    |
| A sztárok hátterében                   | Behind Every Star                     | 연예인 매니저로 살아남기          | tvN Netflix       | 2022         |

## T
| Magyar cím                 | Angol cím(ek)                                        | Hangul                 | Csatorna           | Bemutató éve |
| -------------------------- | ---------------------------------------------------- | ---------------------- | ------------------ | ------------ |
|                            | Take Care of Us, Captain                             | 부탁해요 캡틴          | SBS                | 2012         |
|                            | Damo                                                 | 조선 여형사 다모       | MBC                | 2003         |
|                            | Take My Hand                                         | 내 손을 잡아           | MBC                | 2013         |
|                            | Tale of Fairy Mama Fairy and the Woodcutter          | 계룡선녀전             | tvN                | 2018         |
|                            | The Tale of Lady Ok                                  | 옥씨부인전             | JTBC/Viu/Kocowa    | 2024         |
|                            | The Tale of Nokdu                                    | 조선로코-녹두전        | KBS2               | 2019         |
|                            | Tale of the Nine Tailed                              | 구미호뎐               | tvN                | 2020         |
|                            | Tale of the Nine Tailed 1938                         | 구미호뎐 1938          | tvN                | 2023         |
| Tanórán kívüli foglalkozás | Extracurricular                                      | 인간수업               | Netflix            | 2020         |
|                            | Tarot                                                | 타로: 일곱 장의 이야기 | U+ Mobile TV       | 2024         |
|                            | Tears of Heaven                                      | 천국의 눈물            | MBN                | 2014         |
|                            | Dae Joyeong                                          | 대조영                 | KBS                | 2006         |
|                            | Tell Me That You Love Me                             | 사랑한다고 말해줘      | ENA                | 2023–2024    |
|                            | Temperature of Love                                  | 사랑의 온도            | SBS                | 2017         |
|                            | Temptation                                           | 유혹                   | SBS                | 2014         |
|                            | Temptation of a Wife                                 | 아내의 유혹            | SBS                | 2008         |
|                            | Temptation of an Angel                               | 천사의 유혹            | SBS                | 2009         |
|                            | Tempted The Great Seducer                            | 위대한 유혹자          | MBC                | 2018         |
| Tengerparti szerelem       | Hometown Cha-Cha-Cha                                 | 갯마을 차차차          | tvN                | 2021         |
| Tényleg szerelem volt?     | Was It Love?                                         | 우리, 사랑했을까       | JTBC/Netflix       | 2020         |
| Te vagy a végzetem         | Destined With You                                    | 이 연애는 불가항력     | JTBC/Netflix       | 2023         |
|                            | That Winter, The Wind Blows                          | 그 겨울, 바람이 분다   | SBS                | 2013         |
|                            | Thedzso vanggon Emperor Taejo, Wang Geon             | 태조 왕건              | KBS                | 2000-2002    |
|                            | The Third Charm                                      | 제3의 매력             | JTBC               | 2018         |
|                            | The Third Marriage                                   | 세 번째 결혼           | MBC                | 2023–2024    |
|                            | Thorn Birds                                          | 가시나무새             | KBS2               | 2011         |
|                            | Thorn Flower                                         | 가시꽃                 | jTBS               | 2013         |
|                            | Three Brothers                                       | 수상한 삼형제          | KBS2               | 2009         |
|                            | Three Color Fantasy                                  | 세가지 색 판타지       | MBC/Naver Telecast | 2017         |
|                            | Three Days                                           | 쓰리 데이즈            | SBS                | 2014         |
|                            | The Three Musketeers                                 | 삼총사                 | tvN                | 2014         |
|                            | Three Sisters                                        | 세 자매                | SBS                | 2010         |
|                            | Thrice Married Woman                                 | 세번 결혼하는 여자     | SBS                | 2013         |
|                            | A Thousand Days’ Promise                             | 천일의 약속            | SBS                | 2011         |
|                            | A Thousand Kisses                                    | 천번의 입맞춤          | MBC                | 2011         |
|                            | Time                                                 | 시간                   | MBC                | 2018         |
|                            | Time Between Dog and Wolf                            | 개와 늑대의 시간       | MBC                | 2007         |
|                            | The Time We Were Not in Love The Time I've Loved You | 너를 사랑한 시간       | SBS                | 2015         |
| A titokzatos pop-up bár    | Mystic Pop-up Bar                                    | 쌍갑포차               | JTBC               | 2020         |
|                            | Touch Your Heart                                     | 진심이 닿다            | tvN                | 2019         |
|                            | To The Beautiful You For You in Full Blossom         | 아름다운 그대에게      | SBS                | 2012         |
|                            | To. Jenny                                            | 투제니                 | KBS2               | 2018         |
|                            | Top Star U-back                                      | 톱스타 유백이          | tvN                | 2018         |
| A tökéletes ütés           | Racket Boys                                          | 라켓소년단             | SBS Netflix        | 2021         |
|                            | Trap                                                 | 트랩                   | OCN                | 2019         |
|                            | Triangle                                             | 트라이앵글             | MBC                | 2014         |
|                            | Trot Lovers                                          | 트로트의 연인          | KBS2               | 2014         |
|                            | Tunnel                                               | 터널                   | OCN                | 2017         |
|                            | Two Cops                                             | 투깝스                 | MBC                | 2017         |
|                            | Two Mothers Cuckoo Nest                              | 뻐꾸기 둥지            | KBS2               | 2014         |
|                            | The Two Sisters                                      | 피도 눈물도 없이       | KBS2               | 2024         |
|                            | Two Weeks                                            | 투윅스                 | MBC                | 2013         |
|                            | Two Wives                                            | 두 아내                | SBS                | 2009         |
|                            | Two Women’s Room                                     | 두 여자의 방           | SBS                | 2013         |
| The Tyrant: A halál vírusa | The Tyrant                                           | 폭군                   | Disney+            | 2024         |

## U, Ú
| Magyar cím                  | Angol cím(ek)                         | Hangul             | Csatorna            | Bemutató éve |
| --------------------------- | ------------------------------------- | ------------------ | ------------------- | ------------ |
|                             | Ugly Alert                            | 못난이 주의보      | SBS                 | 2013         |
| Uncle Samsik: A koreai álom | Uncle Samsik                          | 삼식이 삼촌        | Disney+/Hulu        | 2024         |
|                             | Uncontrollably Fond Lightly, Ardently | 함부로 애틋하게    | KBS2                | 2016         |
|                             | The Undateables                       | 훈남정음           | SBS                 | 2018         |
|                             | Undercover High School                | 언더커버 하이스쿨  | MBC Viu/Viki/Kocowa | 2025         |
|                             | Under the Gun                         | 언더더건           | Lifetime/AXN/Viki   | 2024         |
|                             | Unkind Ladies Unkind Women            | 착하지 않은 여자들 | KBS2                | 2015         |
|                             | Unknown Woman                         | 이름 없는 여자     | KBS2                | 2017         |
|                             | Unpredictable Family                  | 우당탕탕 패밀리    | KBS                 | 2023–2024    |
|                             | Unstoppable Marriage                  | 못말리는 결혼      | 2007                | KBS2         |
|                             | Untouchable                           | 언터처블           | JTBC                | 2017         |
| Út a pokol felé             | Hellbound                             | 지옥               | Netflix             | 2021         |

## Ü, Ű
| Cím                | Alternatív cím                  | Hangul        | Csatorna     | Bemutató éve |
| ------------------ | ------------------------------- | ------------- | ------------ | ------------ |
| Üdvözöl Samdal-ri! | Welcome to Samdal-ri            | 웰컴투 삼달리 | JTBC/Netflix | 2024         |
| Ügyeletes hősök    | The Trauma Code: Heroes on Call | 중증외상센터  | Netflix      | 2025         |
| Üzleti ajánlat     | Business Proposal               | 사내 맞선     | SBS Netflix  | 2022         |

## V
| Magyar cím                | Angol cím(ek)                 | Hangul                 | Csatorna        | Bemutató éve |
| ------------------------- | ----------------------------- | ---------------------- | --------------- | ------------ |
|                           | Vagabond                      | 배가본드               | SBS             | 2019         |
| A változás ára            | The Whirlwind                 | 돌풍                   | Netflix         | 2024         |
|                           | Vampire Detective             | 뱀파이어 탐정          | OCN             | 2016         |
|                           | Vampire Prosecutor            | 뱀파이어 검사          | OCN             | 2011         |
|                           | Vampire Prosecutor 2          | 뱀파이어 검사          | OCN             | 2012         |
| A verseny                 | Race                          | 레이스                 | Disney+         | 2023         |
| Vér nélkül                | Blood Free                    | 지배종                 | Disney+         | 2024         |
|                           | The Village: Achiara's Secret | 마을 – 아치아라의 비밀 | SBS             | 2015         |
|                           | Villains Everywhere           | 빌런의 나라            | KBS2            | 2025         |
|                           | The Vineyard Man              | 포도밭 그사나이        | KBS2            | 2006         |
| VIP                       |                               | 브이아이피             | SBS TV          | 2019         |
| Virágok a homokban        | Like Flowers in Sand          | 모래에도 꽃이 핀다     | ENA/Netflix     | 2023         |
|                           | Voice                         | 보이스                 | OCN             | 2017         |
|                           | Voice 2                       | 보이스2                | OCN             | 2018         |
|                           | Voice 3                       | 보이스3                | OCN             | 2019         |
| Volt egyszer egy kisváros | Once Upon a Small Town        | 어쩌다 전원일기        | KakaoTV Netflix | 2022         |

## W
| Magyar cím | Angol cím(ek)                                      | Hangul                       | Csatorna              | Bemutató éve |
| ---------- | -------------------------------------------------- | ---------------------------- | --------------------- | ------------ |
|            | W                                                  | 더블유                       | MBC                   | 2016         |
|            | Warm and Cozy                                      | 맨도롱 또똣                  | MBC                   | 2015         |
|            | War of Money Money War                             | 쩐의 전쟁                    | SBS                   | 2007         |
|            | Warrior Baek Dong-soo                              | 무사 백동수                  | SBS                   | 2011         |
|            | Watcher                                            | 왓쳐                         | OCN                   | 2019         |
|            | Wave, Wave                                         | 파도야 파도야                | KBS2                  | 2018         |
|            | Way Back Love                                      | 내가 죽기 일주일 전          | TVING/Viki/Viu        | 2025         |
|            | We are Dating Now                                  | 지금은 연애중                | MBC                   | 2002         |
|            | Wedding                                            | 웨딩                         | KBS2                  | 2005         |
|            | Wedding Impossible                                 | 웨딩 임파서블                | tvN/Viki              | 2024         |
|            | The Wedding Scheme                                 | 결혼의 꼼수                  | tvN                   | 2012         |
|            | Weightlifting Fairy Kim Bok-joo                    | 역도요정 김복주              | MBC                   | 2016         |
|            | Welcome Meow, the Secret Boy                       | 어서와                       | KBS2                  | 2020         |
|            | Welcome 2 Life                                     | 웰컴2라이프                  | MBC TV                | 2019         |
|            | Welcome to Waikiki                                 | 으라차차 와이키키            | JTBC                  | 2018         |
|            | Welcome to Waikiki 2                               | 으라차차 와이키키 2          | JTBC                  | 2019         |
|            | Welcome Rain To My Life                            | 내 인생의 단비               | SBS                   | 2012         |
|            | A Well Grown Daughter                              | 잘키운 딸 하나               | SBS                   | 2013         |
|            | What Comes After Love                              | 사랑 후에 오는 것들          | Coupang Play/Viu/Viki | 2024         |
|            | What’s for Dinner?                                 | 저녁 식사를 위해 무엇입니까? | MBC                   | 2009         |
|            | What’s Up Fox Foxy Lady                            | 여우야 뮈하니                | MBC                   | 2006         |
|            | What’s With This Family                            | 가족끼리 왜 이래             | KBS2                  | 2014         |
|            | What’s Wrong with Secretary Kim                    | 김비서가 왜 그럴까           | tvN                   | 2018         |
|            | When a Man Falls in Love                           | 남자가 사랑할 때             | MBC                   | 2013         |
|            | When the Devil Calls Your Name                     | 악마가 너의 이름을 부를 때   | tvN                   | 2019         |
|            | Where Stars Land                                   | 여우각시별                   | SBS                   | 2018         |
|            | Which Star Are You From                            | 넌 어느 별에서 왔니          | MBC                   | 2006         |
|            | While You Were Sleeping                            | 당신이 잠든 사이             | SBS                   | 2011         |
|            | While You Were Sleeping                            | 당신이 잠든 사이에           | SBS                   | 2017         |
|            | Whisper                                            | 귓속말                       | SBS                   | 2017         |
|            | White Christmas                                    | 화이트 크리스마스            | KBS                   | 2011         |
|            | White Lies                                         | 하얀 거짓말                  | MBC                   | 2008         |
|            | White Nights 3.98                                  | 백야 3.98                    | SBS                   | 1998         |
|            | Who Are You?                                       | 누구세요?                    | MBC                   | 2008         |
|            | Who Are You?                                       | 후아유                       | tvN                   | 2013         |
|            | Who Are You: School 2015                           | 후아유: 학교 2015            | KBS2                  | 2015         |
|            | Who Is She                                         | 수상한 그녀                  | KBS2                  | 2024         |
|            | Wife Returns                                       | 아내가 돌아왔다              | SBS                   | 2009         |
|            | Wild Chives and Soy Bean Soup: 12 Years Reunion    | 달래 된, 장국: 12년만의 재회 | jTBC                  | 2014         |
|            | Wild Romance                                       | 난폭한 로맨스                | KBS2                  | 2012         |
|            | Will It Snow For Christmas?                        | 크리스마스에 눈이 올까요?    | SBS                   | 2009         |
|            | The Wind Blows                                     | 바람이 분다                  | JTBC                  | 2019         |
|            | Winter Sonata Endless Love 2                       | 겨울연가                     | KBS                   | 2002         |
|            | Witch at Court Witch's Court                       | 마녀의 법정                  | KBS2                  | 2017         |
|            | The Witch                                          | 마녀                         | Channel A/Viki/Viu    | 2025         |
|            | The Witch’s Castle                                 | 마녀의 성                    | SBS                   | 2015         |
|            | Witch’s Love                                       | 마녀의 사랑                  | MBN                   | 2018         |
|            | Witch’s Romance                                    | 마녀의 연애                  | tvN                   | 2014         |
|            | Witch Yoo Hee                                      | 마녀유희                     | SBS                   | 2007         |
|            | Wok of Love                                        | 기름진 멜로                  | SBS                   | 2018         |
|            | Woman in a Veil                                    | 비밀의 여자                  | KBS2                  | 2023         |
|            | Woman of 9.9 Billion                               | 99억의 여자                  | KBS2                  | 2019         |
|            | Woman of Matchless Beauty, Park Jung-geum          | 천하일색 박정금              | MBC                   | 2008         |
|            | Woman with a Suitcase                              | 캐리어를 끄는 여자           | MBC                   | 2016         |
|            | The Woman Who Still Wants To Marry Still Marry Me  | 아직도 결혼하고 싶은 여자    | MBC                   | 2010         |
|            | The Women of Our Home                              | 우리집 여자들                | KBS                   | 2011         |
|            | The World of the Married A World of Married Couple | 부부의 세계                  | JTBC                  | 2020         |
|            | Wonderful Days                                     | 참 좋은 시절                 | KBS2                  | 2014         |
|            | Wonderful Life                                     | 원더풀 라이프                | MBC                   | 2005         |
|            | Wonderful Mama                                     | 원더풀 마마                  | SBS                   | 2013         |
|            | Wonderful World                                    | 원더풀 월드                  | MBC/Disney+           | 2024         |
|            | The World That They Live In                        | 그들이 사는 세상             | KBS                   | 2008         |
|            | Wuri's Family                                      | 우리집                       | MBC                   | 2002         |

## Y
| Magyar cím | Angol cím(ek)                      | Hangul            | Csatorna  | Bemutató éve |
| ---------- | ---------------------------------- | ----------------- | --------- | ------------ |
|            | Yaksha                             | 야차              | SBS       | 2010         |
|            | Yellow Boots                       | 노란 복수초       | tvN       | 2012         |
|            | Yalu River Flows Amnok River Flows | 압록강은 흐른다   | SBS       | 2008         |
|            | Yoo-na's Street                    | 유나의 거리       | jTBC      | 2014         |
|            | You’re All Surrounded              | 너희들은 포위됐다 | SBS       | 2014         |
|            | You Are My Destiny                 | 너는 내 운명      | KBS       | 2008         |
|            | You’re Only Mine                   | 나만의 당신       | SBS       | 2014         |
|            | You Don’t Know Women               | 여자를 몰라       | SBS       | 2010         |
|            | You’re Beautiful                   | 미남이시네요      | SBS       | 2009         |
|            | You’re Only Mine                   | 나만의 당신       | SBS       | 2014         |
|            | You’re the Best, Lee Soon-shin     | 최고다 이순신     | KBS2      | 2013         |
|            | Your Honor                         | 친애하는 판사님께 | SBS       | 2018         |
|            | Your Honor                         | 유어 아너         | ENA/Viki  | 2024         |
|            | Your House Helper                  | 당신의 하우스헬퍼 | KBS2      | 2018         |
|            | Your Lady                          | 당신의 여자       | SBS       | 2013         |
|            | Yumi’s Cells                       | 유미의 세포들     | tvN TVING | 2021         |

## Z
| Cím                  | Alternatív cím    | Hangul             | Csatorna | Bemutató éve |
| -------------------- | ----------------- | ------------------ | -------- | ------------ |
| Zenészek a kórházban | Hospital Playlist | 슬기로운 의사생활  | tvN      | 2020         |
| Zöldfülű zsaruk      | Rookie Cops       | 너와 나의 경찰수업 | Disney+  | 2023         |